# Mia Martini
Mia Martini, pseudonimo di Domenica Rita Adriana Bertè (Bagnara Calabra, 20 settembre 1947 – Cardano al Campo, 12 maggio 1995), è stata una cantautrice e musicista italiana.
È considerata una delle migliori cantanti della musica leggera italiana, dotata di ampia estensione, di duttilità nel passaggio fra i vari registri e di una vocalità capace di coniugare note passionali a note più drammatiche con facilità, nonché caratterizzata dal suo essere sofisticata e con una forte intensità interpretativa.
Il suo album di esordio, Oltre la collina e il singolo Padre davvero sono giudicati tra i migliori lavori della musica leggera. Successi come Piccolo uomo, Donna sola, Minuetto, Inno, E stelle stan piovendo, Al mondo, Donna con te, Che vuoi che sia se t'ho aspettato tanto, Per amarti e La costruzione di un amore la consacrano tra le protagoniste della musica italiana negli anni settanta, decennio nel quale raggiunge una grande popolarità sia nazionale sia internazionale. È l'unica interprete femminile ad aver vinto due Festivalbar consecutivamente, rispettivamente nel 1972 (con Piccolo uomo) e nel 1973 (con Minuetto).
Tra i sodalizi più significativi, il primo con Charles Aznavour, che culminerà il 10 gennaio 1978 con un recital all'Olympia di Parigi; il secondo con Ivano Fossati, col quale si instaura un sodalizio artistico e sentimentale che culminerà con l'album Danza nel 1978.
Ritorna sulle scene nel 1981 in veste di cantautrice con il successo Ti regalo un sorriso, dopo due interventi alle corde vocali che ne modificarono la timbrica vocale e l'estensione. L'anno successivo si presenta al Festival di Sanremo con E non finisce mica il cielo, scritta sempre da Fossati, dove riceve il Premio della Critica, che viene istituito proprio per la sua interpretazione e che dal 1996, anno successivo alla sua scomparsa, prende il nome di Premio della Critica "Mia Martini".

Nel 1983 decide di ritirarsi dalle scene a causa di una maldicenza che la terrà fuori dai riflettori fino al 1989, quando presenta a Sanremo la celebre Almeno tu nell'universo, che la riporta al grande successo. Questi sono anni di collaborazioni caratterizzati da canzoni come Donna, Gli uomini non cambiano, La nevicata del '56, Cu' mme, in coppia con Roberto Murolo ed Enzo Gragnaniello e Stiamo come stiamo, in coppia con la sorella Loredana Bertè. Ha rappresentato per due volte l'Italia all'Eurovision Song Contest, nel 1977 con Libera (13º posto) e nel 1992 con Rapsodia (4º posto).

## Biografia

### L'infanzia
Domenica Rita Adriana Bertè nasce a Bagnara Calabra, in provincia di Reggio Calabria, il 20 settembre 1947, secondogenita di quattro figlie: le sue sorelle sono Leda (nata il 1º gennaio 1946), la cantautrice Loredana Bertè (nata il 20 settembre 1950) e Olivia (nata il 28 gennaio 1958). Il padre, Giuseppe Radames Bertè (1921-2017), un insegnante di latino e greco originario di Villa San Giovanni (RC), si era trasferito nelle Marche per motivi di lavoro, trascorrendo parte del soggiorno in questa regione nel comune di San Ginesio, dove aveva insegnato presso l'Istituto magistrale Alberico Gentili, divenendo successivamente preside di liceo ad Ancona. La madre Maria Salvina Dato (1925-2003), anch'ella nativa di Bagnara Calabra, faceva la maestra nella scuola primaria.
"Mimì" (così era chiamata in famiglia) trascorre l'infanzia nel maceratese, a Porto Recanati, e mostra sin da subito uno spiccato coinvolgimento per il mondo della canzone italiana, allora dominato dalla radiofonia, ben prima dunque della diffusione del piccolo schermo televisivo. Inizia a cantare all'interno di feste e balere, e dopo aver effettuato diverse serate come cantante intrattenitrice e aver tentato alcuni piccoli concorsi per voci nuove, nel 1962 convince la madre ad accompagnarla a Milano in cerca di un'audizione, nella speranza di ottenere un contratto discografico.

### Gli esordi: Mimì Bertè
Riesce a essere provinata da Carlo Alberto Rossi, che in poco tempo decide di lanciarla come ragazzina yéyé, seguendo la moda musicale del momento, sul modello di Sylvie Vartan e Françoise Hardy. Con la canzone Ombrello blu partecipa al Festival di Pesaro, in abbinamento con Marisa Terzi, moglie dello stesso Carlo Alberto Rossi.
Nel 1963, la giovanissima Mimì Bertè incide con il suo vero nome i primi 45 giri su etichetta CAR Juke Box.
A maggio del 1964 vince il Festival di Bellaria, con Come puoi farlo tu, ma è la canzone Il magone a regalarle la vera notorietà. Segue una certa attenzione da parte di giornali e TV, nonché un altro discreto successo, Ed ora che abbiamo litigato, presentato nel 1965 a Studio Uno.
I numerosi provini realizzati in quel periodo, in previsione di un album, rimangono però nel cassetto per quasi trent'anni: Carlo Alberto Rossi, auspicando una sua crescita musicale, la spinge a firmare per una casa discografica più grande, la Durium, che nel 1966 pubblica il 45 giri Non sarà tardi / Quattro settimane, senza però riscuotere particolare successo.
A non funzionare è probabilmente lo scanzonato cliché nel quale sembra essere relegata la giovane cantante, già allora ispirata dalla vocalità blues di artiste come Etta James e Aretha Franklin. Trasferitasi a Roma con la madre e le sorelle, tenta di emergere nuovamente formando un trio assieme alla sorella Loredana e al suo amico Renato Fiacchini (Renato Zero), guadagnandosi anche da vivere con un modesto impiego presso il sindacato dei cantanti e dei cantautori. 

Mimì Bertè con Gianni Rivera nel 1963

Nel 1969 sconta quattro mesi di reclusione a Tempio Pausania per essere stata scoperta in possesso di una sigaretta di marijuana durante una serata in una nota discoteca in Sardegna, all'epoca reato severamente perseguibile anche se lo stupefacente era destinato al solo uso personale. Da questa accusa la cantante viene successivamente prosciolta in maniera definitiva, ma l'esperienza del carcere la segnerà per il resto della vita.
Conseguentemente viene anche bloccata la pubblicazione del 45 giri Coriandoli spenti/L'argomento dell'amore, inciso qualche mese prima per la Esse Records, e destinato a rimanere inedito per oltre trent'anni (oggi è uno dei dischi più rari in assoluto).
Nel 1970 partecipa come corista, insieme alla sorella Loredana e ai Cantori Moderni di Alessandroni, al disco Per un pugno di samba, inciso durante il suo soggiorno a Roma da Chico Buarque de Hollanda, di cui la cantante sarà sempre grande estimatrice. Nello stesso anno, è il pianista Toto Torquati a convincere Mimì a esibirsi dal vivo, accompagnandola nell'esecuzione di un repertorio a lei più congeniale.

### Gli anni settanta

#### Il successo: Mia Martini
A rivelarsi determinante è l'incontro con l'avvocato Alberigo Crocetta, produttore discografico e scopritore di talenti come Patty Pravo e Mal, nonché fondatore del Piper. Crocetta decide di lanciarla subito nel mercato internazionale, dando vita allo pseudonimo "Mia Martini": Mia deriva da Mia Farrow, attrice da lei prediletta, mentre Martini è un riferimento all'omonimo marchio di bevande alcoliche, all'epoca una delle tre parole italiane più famose all'estero (le altre due erano spaghetti e pizza). Il suo look si fa più zingaresco, caratterizzato dai numerosi anelli e dall'immancabile bombetta.
Nel 1971 esce per la RCA Italiana Padre davvero..., il primo brano pubblicato col nome di Mia Martini e registrato con il complesso La Macchina. Il testo (di Antonello De Sanctis) tratta di un conflitto generazionale tra padre e figlia, e viene subito giudicato "dissacrante" dalla censura radio-televisiva. Ma l'interpretazione, assolutamente innovativa, riscuote comunque parecchio interesse, tanto da ottenere la vittoria al Festival di Musica d'Avanguardia e Nuove Tendenze di Viareggio. Sul retro di questo primo 45 giri c'è Amore.. amore.. un corno, altro brano d'impatto scritto da un giovane Claudio Baglioni e da Antonio Coggio. Lo stesso Baglioni scrive anche Gesù è mio fratello (pubblicata su 45 giri) brano che inaugura il filone spirituale di Martini, e la profetica Lacrime di marzo (facciata B del precedente), canzoni che trovano posto anche nell'LP Oltre la collina.
L'album, il primo della cantante, pubblicato nel novembre 1971, è considerato tra i migliori lavori della discografia d'autore. Oltre la collina è anche uno dei primi esempi di concept album italiani, in cui filo conduttore sono la disperazione e la solitudine giovanile: l'LP affronta, infatti, tematiche quali la religiosità, la malattia e il suicidio. Mia Martini ottiene anche l'attenzione di Lucio Battisti, che esprime il suo stupore dinanzi alla sua insolita vocalità, e la vuole nel suo unico special televisivo Tutti insieme, in cui Mia canta dal vivo Padre davvero... in versione censurata.

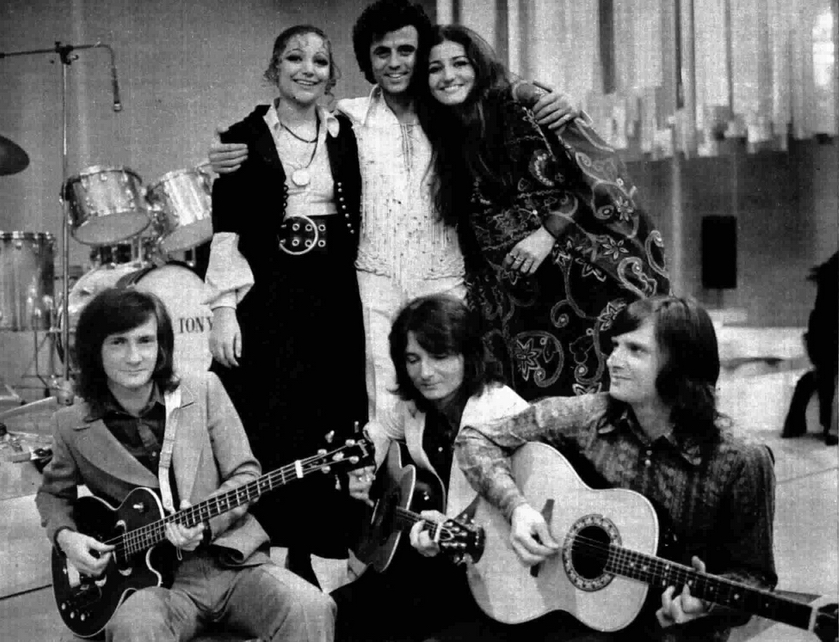
Mia Martini (a sinistra), Little Tony (al centro), Vena Veroutis (a destra) e il complesso Tin-Tin (in basso), nello show Stasera Little Tony (gennaio 1972)

Avrebbe dovuto partecipare a Canzonissima 1971 con il brano Cosa c'è di strano, scritto da Mia Martini insieme alla fiorentina Lorena Bernini, ma il brano verrà pubblicato solamente nel 1973 in una compilation sempre della RCA, dal titolo "Musica per l'estate", ritirata dal mercato poco dopo per impedire che la Ricordi (nuova casa discografica della cantante dal febbraio 1972) denunciasse l'etichetta per violazione contrattuale. La canzone, tuttavia, più importante che emerge dalla collaborazione con Lorena Bernini è Così sia.
Nel 1972 la RCA tenta di mandare Mia Martini al Festival di Sanremo con il brano Credo, altra perla appartenente al suo filone spirituale, che però non viene ammessa alla kermesse: il disco uscirà ugualmente, ma in pochissime copie.

#### DaPiccolo uomoaMinuetto(1972-1973)

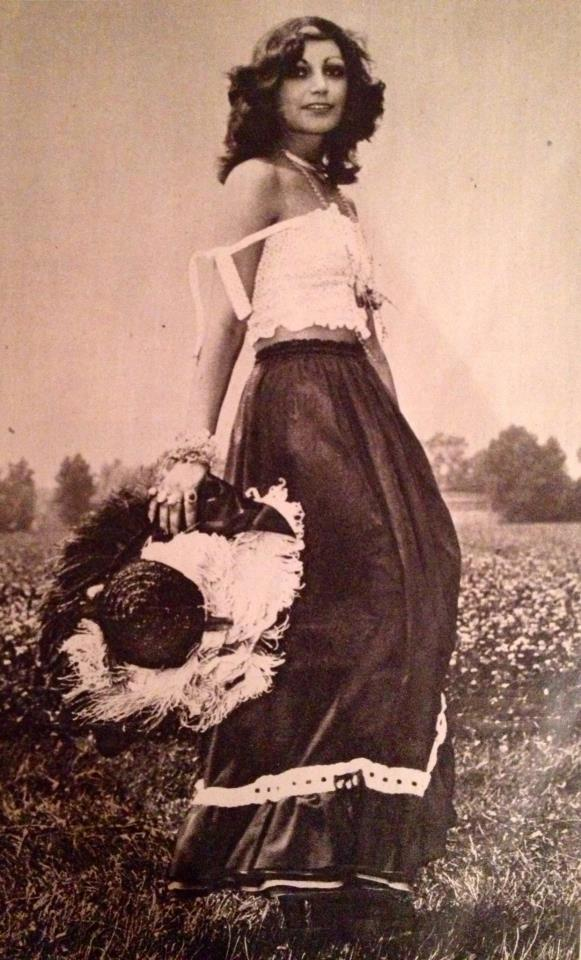
Mia Martini nell'agosto del 1973

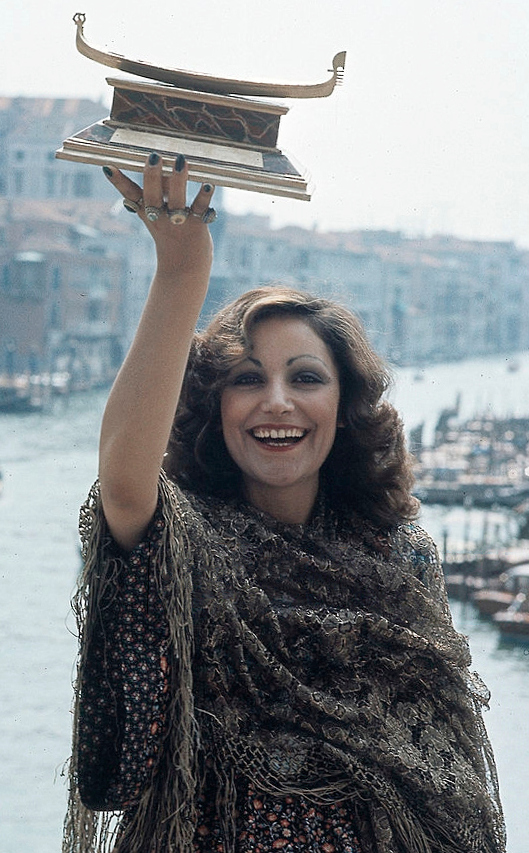
Mia Martini posa a Venezia nel settembre del 1973 con la Gondola D'Oro, vinta con il singolo Donna sola l'anno precedente

Quando Alberigo Crocetta lascia la RCA e approda alla Ricordi di Milano, Mia Martini decide di seguirlo e riesce a incidere Piccolo uomo, scritta da Bruno Lauzi e Michelangelo La Bionda, su musica di Dario Baldan Bembo, il quale inizialmente non nasconde la sua più totale contrarietà nell'affidare il pezzo a un'artista poco più che esordiente.
Destinato, infatti, ai Camaleonti, il brano viene invece presentato dalla Martini al festival Pop, Beat, Western Express di Londra il 26 maggio 1972 e passa numerose volte in radio alla trasmissione Alto gradimento condotta da Renzo Arbore e Gianni Boncompagni. Piccolo uomo viene poi proposta per la manifestazione Un disco per l'estate, alla quale non viene ammessa, ma viene presentata sia al Cantagiro sia al Festivalbar, dove la Martini ottiene la sua prima vittoria.
Il successo è infatti immediato, e la giovane interprete viene invitata nelle trasmissioni televisive più importanti e il 45 giri raggiunge le primissime posizioni della hit parade, e vale a Mia Martini il suo primo Disco d'oro per le vendite.
In settembre partecipa per la prima volta anche alla Mostra internazionale di musica leggera di Venezia con Donna sola, struggente brano dalle forti venature soul. Il disco si rivelerà essere il 45 giri di maggior successo dell'intera rassegna, con circa 270 000 copie vendute; di conseguenza la Martini verrà premiata l'anno successivo con la prestigiosa Gondola D'Oro. Donna sola giunge fino al 2º posto della hit parade dei singoli più venduti durante il mese di novembre.
In ottobre esce il suo secondo album, Nel mondo, una cosa che contiene alcuni tra i brani preferiti della cantante calabrese come Valsinha di Vinícius de Moraes e Chico Buarque de Hollanda, la raffinata Amanti di Maurizio Fabrizio, e la struggente Madre, cover di John Lennon, fra le altre. Il disco raggiunge i vertici della classifica e totalizza circa 300 000 copie vendute e riceve il Premio della Critica Discografica come migliore LP del '72.
Agli inizi del 1973 vengono pubblicati i suoi due successi Piccolo uomo e Donna sola in Germania. Alcuni paesi europei come la Francia e la Spagna cominciano a prestare attenzione alla cantante calabrese, ospitandola in varie trasmissioni televisive e definita dai critici d'oltralpe La regina della musica giovanile in Italia. La Ricordi le propone di partecipare al Festival di Sanremo con il brano Vado via: Mia Martini in un primo momento accetta, per poi rinunciare in extremis decretando la fortuna di Drupi, che aveva interpretato il provino del brano e viene invitato a partecipare alla manifestazione. Il brano viene eliminato dopo la prima esecuzione, ma si rivelerà un successo internazionale. Il 2 aprile incide Minuetto, composto da Dario Baldan Bembo, con testo di Franco Califano.
Il testo di Minuetto nasce dopo i tentativi di Maurizio Piccoli e Bruno Lauzi, che invano avevano cercato di realizzarne una stesura convincente; si decide pertanto di contattare Franco Califano, il quale - traendo spunto dalle ultime vicende sentimentali della stessa Mia Martini - riesce a cucirle addosso un successo senza tempo, successo dovuto anche a un arrangiamento di ottimo livello, a supporto della complessa partitura di Baldan Bembo, in cui si possono individuare diverse atmosfere musicali: dalla citazione classica di Bach alle ballate pop d'oltreoceano. In sala d'incisione prendono parte al coro anche Bruno Lauzi, Maurizio Fabrizio, i La Bionda, Loredana Bertè e Adriano Panatta (all'epoca fidanzati).

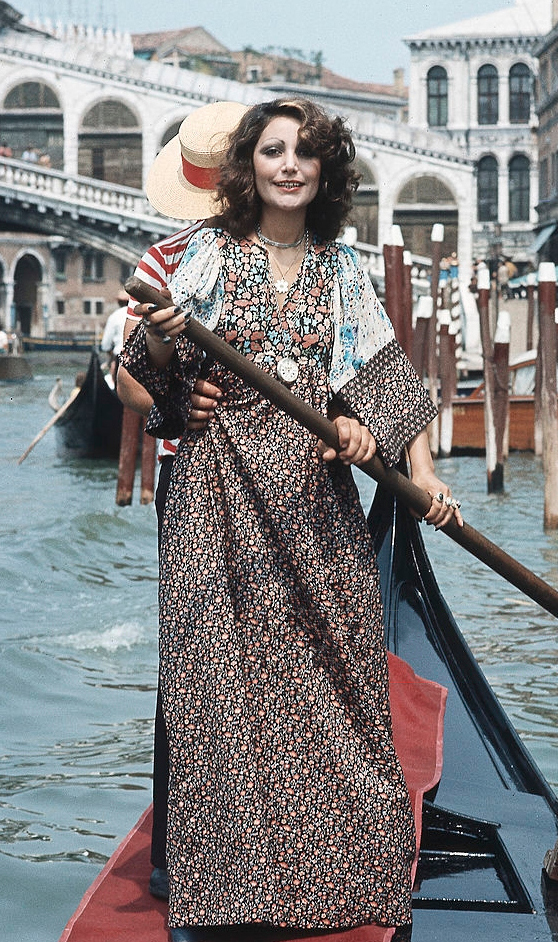
Mia Martini in gondola a Venezia nel settembre del 1973

Minuetto, in assoluto la sua canzone più venduta, le vale un nuovo disco d'oro e un disco di platino, nonché la vittoria al Festivalbar, seconda consecutiva, cosa che in precedenza era riuscita solamente a Lucio Battisti. Il disco rimane nella top ten dei 45 giri più venduti per 22 settimane di fila, raggiungendo la prima posizione, e risultando uno dei singoli di maggior successo del 1973. A settembre Mia Martini partecipa nuovamente alla Mostra internazionale di musica leggera di Venezia presentando Bolero e Il guerriero, due brani molto intensi inizialmente destinati alla sorella Loredana, la quale però vede sfumare all'ultimo momento la possibilità di firmare anche lei un contratto discografico con la Ricordi, che in un primo momento sembrava interessata alla giovane starlette "sorella di Mia Martini". L'uscita di questo nuovo singolo composto da Bolero e Il guerriero è programmata per ottobre, ma il disco non verrà mai commercializzato, probabilmente a causa del cambio di regole attuato da Gianni Ravera: a Venezia non si concorre più con un 45 giri, bensì con l'intero LP. La cantante presenterà dunque il suo nuovo album, intitolato Il giorno dopo, e ritirerà la Gondola D'Oro vinta l'anno prima con Donna sola. Oltre alle due canzoni presentate a Venezia, troveranno posto all'interno del nuovo LP, fra le altre, anche Ma quale amore, scritta da Antonello Venditti e Franca Evangelisti, La malattia, sul tema allora insolito e molto censurato della tossicodipendenza, e Dove il cielo va a finire, probabilmente uno dei brani più belli e significativi della sua carriera, scritto da Maurizio Fabrizio.

Loredana Bertè con l'allora fidanzato Adriano Panatta e Mia Martini (1973)

Alla fine del 1973, Mia Martini diviene la cantante femminile ad aver venduto più dischi nell'arco dell'intero anno, assieme a Ornella Vanoni e Patty Pravo.
In questo periodo sarebbe anche prevista una partecipazione a Canzonissima 1973 con il brano Adesso vai, brano che sarebbe stato inciso da Dori Ghezzi l'anno successivo.

#### Il successo europeo (1974-1975)
Nel 1974 Mia Martini è considerata dalla critica europea la cantante dell'anno.

Mia Martini con il Disco d'oro per il suo primo milione di dischi venduti (1974)

I suoi dischi escono in vari Paesi del mondo: registra i suoi successi in francese, tedesco e spagnolo, ottenendo grandissimo successo anche all'estero, in particolare in Francia, dove viene paragonata a Édith Piaf. Il 29 aprile termina di incidere È proprio come vivere, un altro dei suoi album più belli, in cui Mia Martini conferma la propria modernità, nonché sensibilità interpretativa. È anche autrice, insieme a Gianni Conte (bassista del gruppo EXPO 80 che l'accompagnava nelle tournée) e Dario Baldan Bembo, del brano Agapimu ("amore mio"), il cui testo è in greco.
I due brani scelti per la promozione dell'album, Inno (Piccoli-Baldan Bembo) e ...E stelle stan piovendo (Piccoli), divengono due dei maggiori successi discografici dell'estate 1974 entrambi usciti come lati A di uno stesso singolo, dato che in classifica le due canzoni si scambiano posizione settimana dopo settimana, nonostante la complicata partitura di Inno che manca di un preciso ritornello. Baldan Bembo definirà il brano un Quadro incompiuto. Piccola delusione mitigata però dall'altra canzone, cioè ...E stelle stan piovendo, che diviene il brano più famoso dell'album.
Anche quest'anno Mia Martini partecipa al Festivalbar in qualità di ospite: Vittorio Salvetti, patron della popolare manifestazione, le avrebbe chiesto di non partecipare alla competizione onde evitare di "bruciare la gara", date le due precedenti vittorie consecutive. A settembre partecipa per la terza volta alla Mostra internazionale di musica leggera di Venezia, dove presenta Inno e Agapimu.
È proprio come vivere diviene uno degli album di maggior successo del 1974, raggiungendo circa 300 000 copie vendute, e nel mese di ottobre la cantante riceve dalla Ricordi il Disco d'oro per il suo primo milione di dischi venduti con i suoi ultimi tre album, cifra all'epoca riguardevole per un'artista donna, dato che pochissime altre cantanti riuscivano a ottenere tali risultati.

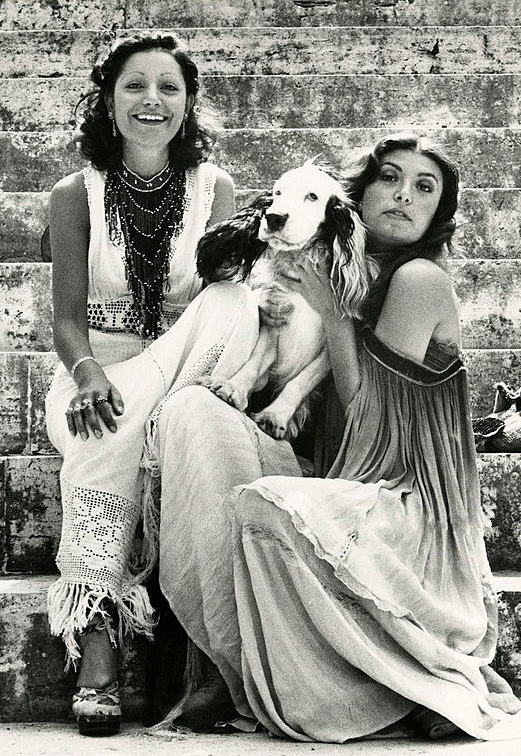
Mia Martini e Loredana Bertè nell'estate del 1974

A fine anno registra il suo primo special televisivo, intitolato Mia, cui partecipano Lino Capolicchio e Gabriella Ferri, collega assai stimata dalla Martini: il programma va in onda il 6 febbraio 1975, in contemporanea al lancio del suo nuovo singolo Al mondo, che registra un'ottima entrata in classifica. Nel 2019, nella sua autobiografia D'amore non si muore, Capolicchio ha rivelato di aver avuto in quel periodo una storia d'amore con Mia Martini, poi interrotta perché l'attore non seppe separarsi dalla moglie e lasciare suo figlio di 3 anni.
A dicembre presenta, insieme con Aldo Giuffré e Peppino Gagliardi, il programma radiofonico Ciao domenica, in onda tra il 1974 e il 1975.
Riceve il Premio della Critica Europea a Palma di Maiorca per il brano Nevicate, estratto dall'LP Sensi e controsensi (1975), uno dei più amati dall'artista, in cui compare anche Volesse il cielo di Vinícius de Moraes, registrata in presa diretta con un'orchestra di sessanta elementi.
Nell'estate del 1975 esce su 45 giri una cover di Nicole Croisille intitolata Donna con te ("Une femme avec toi"), successo estivo con cui la Martini partecipa al Festivalbar, riscuotendo un'ottima accoglienza, pur essendo poi esclusa dalla serata finale in quanto gli ultimi appuntamenti radiofonici e televisivi che l'avevano riguardata erano stati giudicati dalla Rai sufficienti per la sua promozione.
Viene proclamata miglior cantante donna dell'anno tramite il referendum "Vota la voce", indetto dal popolare settimanale TV Sorrisi e Canzoni, mentre in autunno è una dei protagonisti de La compagnia stabile della canzone con variété e comica finale, varietà televisivo con Gino Paoli, Gigliola Cinquetti, Riccardo Cocciante e Gianni Nazzaro.

#### La rottura con la Ricordi e il ritorno alla RCA (1975-1976)
I continui successi spingono però la Ricordi a far pressione sulla Martini, obbligandola a incidere canzoni di esclusiva edizione dell'etichetta stessa: nella logica dei produttori, non è infatti necessario ricercare materiale proveniente da autori estranei alla casa discografica, dal momento che a loro giudizio la voce della cantante sarebbe comunque in grado di valorizzare qualsiasi tipo di brano, indipendentemente dal gusto e dalle scelte musicali della stessa Mia Martini, la cui libertà artistica finisce così per subire una forte limitazione. Essendo però vincolata da un contratto, la cantante non può tirarsi indietro, e quando la Ricordi le chiede espressamente un nuovo LP da promuovere in concomitanza con la sua partecipazione alla Compagnia stabile della canzone, è costretta ad assecondare le richieste della casa discografica, senza tuttavia nascondere la sua assoluta contrarietà per quanto concerne il criterio per la scelta dei brani da incidere.
La realizzazione di Un altro giorno con me, che sarà l'ultimo album pubblicato per la Ricordi, risulta controversa: Mia Martini ha la possibilità di scegliere pochi brani tra quelli che le interessano. Da segnalare, Questi miei pensieri e Milho verde, riproposte dal vivo fino agli anni novanta, ma anche Veni sonne di la muntagnella. Rimangono invece nel cassetto svariati inediti del periodo, per la cui pubblicazione - postuma - bisognerà attendere circa trent'anni, e fra questi vi sono certamente Grande più di lei (inizialmente destinata a Mina), Meglio sì meglio se e Dire no: tre brani di rara intensità in cui Mia Martini dà il meglio di sé stessa. Nonostante i contrasti con la Ricordi, l'album sarà uno dei più venduti della sua carriera.

Mia Martini in concerto alla Bussola di Focette il 3 agosto 1975

Nel 1976 la cantante sembra nuovamente convinta a partecipare al Festival di Sanremo col brano L'amore è il mio orizzonte, salvo poi - ancora una volta - ripensarci in extremis. Nel mese di marzo, il brano viene ugualmente pubblicato su 45 giri, senza però beneficiare di una vera promozione: è l'ultima emissione ufficiale della Martini su etichetta Ricordi, quasi in contemporanea con la raccolta Mia.
Subito dopo, la RCA, etichetta romana che l'aveva lanciata cinque anni prima, le propone un'ottima offerta contrattuale che prevede, fra l'altro, anche la libertà di scelta in fatto di repertorio: Mia Martini, che già da tempo meditava un cambio di etichetta, decide pertanto di recedere anticipatamente dal contratto con la Ricordi, dove le tensioni erano ormai divenute insanabili.
L'ingaggio alla RCA vede Mia Martini come artista di punta dell'etichetta-satellite Come Il Vento, in cui la cantante sembra ritrovare l'ambiente ispirato di cui ha bisogno. Al nuovo album Che vuoi che sia... se t'ho aspettato tanto, che alterna momenti di tensione melodica a brani più di tendenza, partecipano due autori di prestigio all'epoca poco conosciuti come Amedeo Minghi (Ma sono solo giorni) e Mango (Se mi sfiori), mentre ben quattro pezzi sono i pezzi firmati dal chitarrista Memmo Foresi (Noi due, Fiore di melograno, In paradiso, Una come lei). La title track è invece un'altra canzone d'amore opera di Dario Baldan Bembo, che viene pubblicata anche come singolo (sul retro la femminista Io donna, io persona). Spicca, infine, l'intensa Preghiera, scritta da Stefano Rosso e posta a conclusione del disco, i cui splendidi arrangiamenti sono firmati da Luis Bacalov.

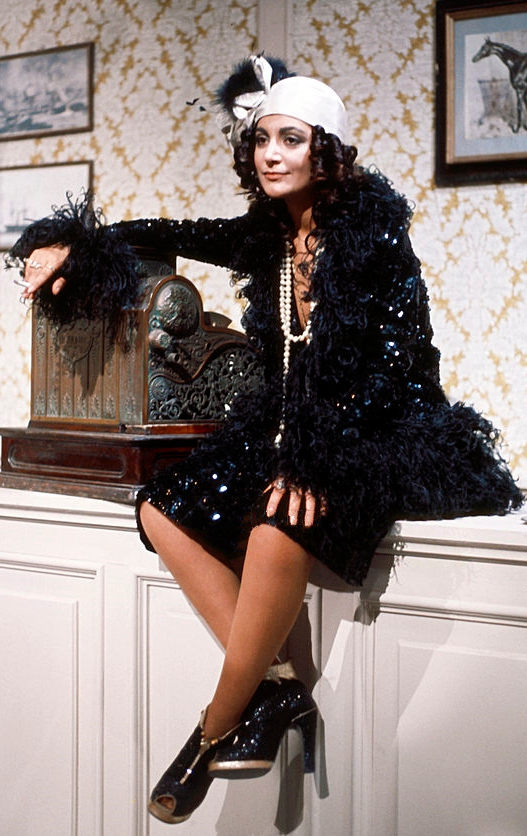
Mia Martini vestita in stile anni venti nello show La compagnia stabile della canzone (1975)

Per il lancio dell'album e del singolo, che ottengono un ottimo successo, la Rai realizza a colori uno special omonimo per la regia di Ruggero Miti, e trasmette in radio un concerto in esclusiva. In estate, Mia si esibisce in alcuni importanti palchi italiani e internazionali, dalla Bussola di Viareggio allo Sporting Club di Montecarlo.
Inoltre con Che vuoi che sia..se t'ho aspettato tanto, tra i più venduti in classifica nel 1976, partecipa nuovamente sia al Festivalbar, dove ottiene un buon piazzamento, sia alla Mostra internazionale di musica leggera a Venezia, presentandosi con un look estremamente elaborato: lacca argentea sui capelli, trucco regale, e un sofisticato abito lungo rosso a fantasia dorata.
L'anno termina con la registrazione dal vivo di uno special per la televisione francese, nel mese di novembre, e con la collaborazione con il compianto Sergio Endrigo per l'album, dello stesso Endrigo, Canzoni venete, dove duettano insieme nei brani Cecilia e O Dona lombarda.
Nel frattempo, la cantante viene però citata in tribunale dalla Ricordi per inadempienza contrattuale; la casa discografica milanese chiede e ottiene non solo il ritiro dal commercio del suo nuovo LP (che nei fatti fu soltanto temporaneo), ma anche e soprattutto il sequestro di tutti i beni e i guadagni dell'artista, nonché il pagamento di un'altissima penale, per l'ammontare di quasi 90 milioni di lire dell'epoca.

#### Dai trionfi all'Olympia, all'incontro con Fossati (1977-1979)
Durante il concerto televisivo tenuto in Francia, Mia Martini viene notata da Charles Aznavour, il quale viene colpito dall'intensità del suo stile interpretativo: il cantautore francese la vuole accanto a sé per una serie di spettacoli in duo da portare nei teatri, fra i quali il Sistina di Roma dove viene effettuata anche una ripresa televisiva.
Nel 1977 viene scelta per rappresentare l'Italia all'Eurovision Song Contest con Libera, singolo che viene inciso in varie lingue e pubblicato in paesi come Spagna, Inghilterra, Canada, Giappone, e parecchi altri, dove riscuote un ottimo successo malgrado il piazzamento non esaltante conseguito alla rassegna europea (13º posto).

Mia Martini e Ivano Fossati ai tempi della loro difficile storia d'amore (1979)

Nello stesso anno incide una delle sue più note interpretazioni, e cioè Per amarti, brano per lei particolarmente rappresentativo, inizialmente pensato per l'amica Ornella Vanoni da Bruno Lauzi e Maurizio Fabrizio (gli stessi autori che anni dopo firmeranno anche la celebre Almeno tu nell'universo). Realizza l'omonimo album Per amarti, nel quale collabora per la prima volta col cantautore Ivano Fossati (che partecipa ai cori, canta in Un uomo per me, scrive la canzone Sentimento e il testo italiano di Se finisse qui, versione italiana di Give a little bit dei Supertramp), dando inizio a un sodalizio artistico e un legame sentimentale decisivi per la sua vita e la sua carriera.
L'album contiene anche il brano Ritratto di donna (scritto da Carla Vistarini con Massimo Cantini e Luigi Lopez), con cui Mia Martini partecipa come unica rappresentante italiana al Festival mondiale della canzone popolare di Tokyo, conquistando la vittoria del Most Outstanding Performance Award (MOPA).
Il 10 gennaio 1978, insieme con Aznavour, esordisce con grande successo all'Olympia di Parigi. Terminato però il mese di repliche, la cantante rinuncia al rinnovo del contratto per portare il recital in Inghilterra, alla Royal Albert Hall di Londra: sfuma, dunque, anche la realizzazione di un intero album in duo, inizialmente previsto.

Nel pieno della storia d'amore con Fossati, la sua attività è ora contraddistinta da un nuovo e più autentico spirito di lavoro e da un esclusivo interesse artistico, che la porta a valutare i progetti che le interessano davvero, a prescindere dal prestigio che possano recarle:
Nel frattempo, sopraggiungono nuovi contrasti con i suoi discografici: Mia Martini inizia a non sentirsi più ben accetta in RCA, probabilmente a seguito delle forti liti dovute alle notevoli modifiche apportate al testo e all'arrangiamento di Libera, che di fatto ne avevano snaturato la stesura originale, lasciando l'artista del tutto contrariata; la cantante lamenta anche lo scarso impegno da parte della casa discografica nel realizzare il nuovo LP destinato al mercato anglosassone, che infatti non verrà mai ultimato. L'anno successivo, la Martini accuserà pubblicamente l'etichetta di aver boicottato i suoi lavori, limitandone la distribuzione, e di averla di fatto ostacolata creandole intorno un ambiente a lei palesemente ostile.
Mia Martini passa così alla Warner Bros. Records, unica etichetta disposta a pagare l'intero debito contratto dall'artista con la RCA a seguito dell'anticipata rottura contrattuale. A tempo di record viene realizzato e inciso il primo 45 giri, Vola (di Ivano Fossati), i cui esiti commerciali risultano però penalizzati dal periodo in cui viene pubblicato: a luglio inoltrato, infatti, le ferie estive e la chiusura dei negozi determinano uno slittamento dell'uscita del disco; Vola arriva pertanto in vendita solamente nel mese di settembre, quando è già abbondantemente iniziata la promozione e il brano suona già nei jukebox da diverse settimane.
Vola è in realtà il preludio a una seconda e ben più importante collaborazione con Fossati, che a fine anno si estenderà nell'intero album Danza, un lavoro di grande spessore considerato tra i suoi migliori in assoluto, per lei interamente scritto e prodotto dal cantautore ligure.
Di questo LP, i brani Canto alla luna e La costruzione di un amore rimarranno a lungo nel repertorio dell'artista, così come l'omonima Danza, scelta per promuovere l'album e uscita su 45 giri nel 1979. Ma i rapporti con Fossati ben presto si complicano, e in seguito a ciò sfuma una sospirata collaborazione con Pino Daniele che prevedeva la realizzazione del successivo album. La stessa Mia Martini ricorderà questo particolare periodo della sua vita in un'intervista con Ivana Zomparelli pubblicata su Noi Donne nel maggio 1990:

### Gli anni ottanta

#### Da interprete a cantautrice
Nel 1981, dopo un anno di silenzio seguito ai due difficili interventi alle corde vocali (che ne modificarono il suono in favore di una timbrica più roca e meno estesa), l'artista è decisa a proporsi anche come cantautrice, presentandosi con un look più discreto e androgino, lontano da quello eccentrico degli anni settanta.
Realizza per la DDD di Roberto Galanti l'album Mimì: dieci brani quasi interamente scritti da lei e registrati tra Londra e gli USA con gli arrangiamenti di Dick Halligan.

I risultati sono sorprendenti e variano le atmosfere musicali: degne di nota Parlate di me, Sono tornata e Del mio amore. Vengono estratti due singoli (E ancora canto e Ti regalo un sorriso, con cui partecipa al Festivalbar) e nel complesso il disco ottiene un buon successo di vendite malgrado non poche difficoltà riscontrate nella promozione radiotelevisiva, dovute a una certa forma di ostracismo nei suoi confronti, che la cantante inizia a denunciare in varie interviste:
Un importante rilancio avviene nel 1982 con la prima partecipazione di Mia al Festival di Sanremo, dove interpreta ancora una canzone scritta da Ivano Fossati, intitolata E non finisce mica il cielo. La qualità di un brano di questo tipo, spesso destinato a non raggiungere il podio, viene comunque riconosciuta dai giornalisti con il prestigioso Premio della Critica, istituito per lei. Dopo la sua morte, il Premio della Critica verrà intitolato in suo onore "Premio Mia Martini".
Nello stesso anno scrive uno dei suoi testi più validi, Quante volte, su musica e arrangiamento soft-funk di Shel Shapiro, produttore anche dell'intero LP Quante volte... ho contato le stelle, col quale Mia Martini sembra riavvicinarsi ai risultati di vendita del decennio precedente, superando le 70 000 copie vendute.
Inizialmente il singolo di Quante volte, che rimane uno dei suoi più grandi successi, viene distribuito in poche migliaia di copie, ma dopo il suo primo ingresso in hit parade la DDD si affretta a ristamparlo (con copertina differente), ottenendo un riscontro commerciale più che positivo: Quante volte entra in classifica anche in Germania, motivo per cui ne viene registrata una versione tedesca, che però rimarrà inedita.
Nell'album, che la cantante dedica al padre, compaiono altri brani firmati dalla stessa Mimì: Stelle, Bambolina (proposta su singolo l'anno dopo) e Vecchio sole di pietra su musica di Fossati (episodio del tutto eccezionale nella carriera di quest'ultimo, abituato a scrivere testi e musiche delle sue canzoni). Fra gli altri autori, compaiono invece Gianni Bella (del quale riprende Nuova gente con testo di Mogol), Mimmo Cavallo (con cui aveva già intrapreso una collaborazione due anni prima) e Riccardo Cocciante, oltre all'affezionato Maurizio Piccoli che firma Solo noi, retro del singolo Quante volte.

#### Il ritiro dalle scene (1983-1989)

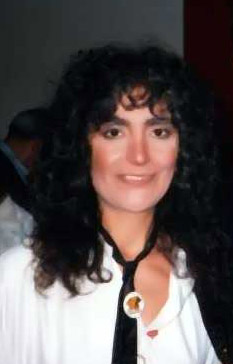
Mia Martini a un concerto a Caselle Landi nel 1986

Sul finire del 1983, dopo la morte del suo road manager e amico Pier e la fine della relazione con Fossati nonché del rapporto con la sorella Loredana (con la quale in seguito si riappacificherà), decide di ritirarsi dalle scene, anche a causa di alcune dicerie nate circa dieci anni prima e divenute insistenti proprio nei primi anni ottanta, che legano la sua fama a eventi negativi. La stessa Mia Martini anni dopo dichiarerà in merito a questo periodo:
Sempre a questo proposito, Martini avrà modo di dichiarare in un'intervista su Epoca del 5 marzo 1989:
Mia Martini, nella stessa intervista, spiegherà anche come ebbe inizio la storia infamante che segnò profondamente la sua carriera artistica e la sua storia umana: 
Nel 1982 Mia Martini dichiarerà, in una intervista rilasciata al giornalista Gianfranco Moriondo (Eva Express, n. 43, pagg. 52-53):

Mia Martini in concerto (1986)

Pertanto, organizza al teatro Ciak di Milano due concerti-evento con musicisti di prim'ordine, in cui registra l'album Miei compagni di viaggio: Mia Martini ripercorre le tappe più importanti della sua crescita musicale attraverso le reinterpretazioni di autori a lei particolarmente cari, tra cui John Lennon, Kate Bush, Randy Newman, Vinícius de Moraes, Fabrizio De André, Francesco De Gregori e Luigi Tenco. Ai cori di un brano piuttosto emblematico come Big yellow taxi di Joni Mitchell partecipano anche la sorella Loredana Bertè, l'amica vocalist Aida Cooper, Cristiano De André e Ivano Fossati. Il concerto si chiude con il significativo brano Ed ora dico sul serio ("..Non vorrei cantare più") di Chico Buarque.
L'anno successivo, la DDD prova un ulteriore tentativo per rilanciare la carriera di Mia Martini cercando di farla partecipare al Festival di Sanremo 1985 con Spaccami il cuore, raffinato brano di Paolo Conte, che però viene scartato dalle selezioni per accedere alla kermesse: è l'ennesimo atto di ostracismo che per la cantante comporta una notevole delusione. In merito all'esclusione al Festival di Sanremo 1985, in un'intervista a Radio Kiss Kiss nel 1995, Mia Martini dichiarò:
Nel 2022, sul proprio canale YouTube, lo stesso Red Ronnie ha commentato la vicenda, sostenendo che il pezzo di Martini fosse stato scartato a priori dalla giuria, e che lui sia stato l'unico a chiedere che questo venisse ascoltato prima di prendere qualsiasi decisione.
Il contratto con la DDD viene risolto alcuni mesi dopo con la pubblicazione su singolo del pezzo in questione, anche se in poche migliaia di copie; sul retro è presente un'originale composizione della stessa Mimì intitolata Lucy, "che nel ritornello si avvale di un'antica filastrocca di Bagnara Calabra: una preghiera a non odiarsi e a non dividersi. La protagonista è una specie di multiforme simbolo vitale: rappresenta la madre, il padre, la terra e la vita. A questi simboli se ne aggiungono altri. Sul modello delle antiche civiltà matriarcali, trasfigura l'essenza femminile nella Luna d'Occidente e simbolizza la figura maschile nel Sole dell'Oriente, divinità delle civiltà patriarcali."
Ciò nonostante Martini sarebbe stata selezionata sempre nel 1985 da Ravera stesso per partecipare alla neonata trasmissione Poker di Maggio, in gara sempre con lo stesso brano che avrebbe dovuto presentare al festival di Sanremo di qualche mese prima, pur non vincendo.
Emarginata dal mondo dello spettacolo e visibilmente provata anche dalla fine del rapporto con Fossati, Mia Martini si chiude dunque in sé stessa, ritirandosi nella campagna umbra. Per sopperire alle notevoli difficoltà economiche, continua comunque a esibirsi in località di provincia.

#### Il ritorno al successo

Il ritorno di Mia Martini al Festival di Sanremo 1989

Nel 1989 è il musicista e discografico Gianni Sanjust, che molti anni prima aveva seguito il suo percorso artistico alla Ricordi, a riportarla sulle scene. Il rilancio della cantante viene così pianificato insieme alla Fonit Cetra, l'unica etichetta disposta a offrirle la possibilità di un contratto, affidando il progetto a Lucio Salvini, anch'egli discografico della Martini all'epoca in cui incideva per la Ricordi.
Sanjust recupera per l'occasione un vecchio brano, scritto proprio per lei da Bruno Lauzi e Maurizio Fabrizio nel 1972, in contemporanea a Piccolo uomo, e rimasto tuttavia inedito: Almeno tu nell'universo. Grazie all'interessamento di Alba Calia e Sandra Carraro, il brano viene ammesso al 39º Festival di Sanremo, dove l'esibizione di Mia Martini suscita gli entusiasmi del pubblico e le vale per la seconda volta il Premio della Critica: un assoluto trionfo che pone fine a un altro dei tanti periodi bui, ogni volta superati con un consenso sempre maggiore.

Da sinistra: Mietta, Mia Martini e Paola Turci posano con i Premi della Critica vinti a Sanremo nel 1989; dal 1996 il riconoscimento sarà intitolato alla memoria della Martini

Il successo di Sanremo la incoraggia a intraprendere una vera nuova tournée dal vivo, e a incidere un nuovo LP dopo diversi anni, intitolato semplicemente Martini Mia... Si tratta di un lavoro realizzato a tempo di record, che racchiude canzoni come Notturno, divenuta nel tempo un piccolo classico, e Donna, scritta due anni prima dal cantautore napoletano Enzo Gragnaniello il quale - dopo aver assistito, commuovendosi, a un'esibizione dal vivo di Mia Martini nel periodo più buio della sua carriera - decide di omaggiarla scrivendo di getto uno dei primi brani esplicitamente incentrati sulla tematica della violenza fisica e psicologica sulle donne, e dando così inizio a una collaborazione che si protrarrà per diversi anni.
Nell'estate del 1989, Donna viene presentata al Festivalbar, dove le viene consegnato il disco d'oro per le oltre 100 000 copie vendute del suo album. In autunno vince anche la Targa Tenco come miglior interprete femminile dell'anno.

Mia Martini con il disco d'oro per le vendite del suo album (1989)

Nel novembre dello stesso anno, il presidente del Consiglio Giulio Andreotti, in qualità di presidente del Premio Donna Roma, le conferisce l'onore di proclamarla "Interprete per eccellenza".

### Gli anni novanta

#### Il successo a Sanremo e all'Eurofestival, le collaborazioni con Roberto Murolo e i rapporti con Loredana Bertè
Nel 1990, al Festival di Sanremo, bissa il successo dell'anno precedente interpretando con la consueta classe La nevicata del '56 (C. Vistarini, F. Califano / M. Cantini, L. Lopez), per cui riceve ancora una volta il Premio della Critica.
La nevicata del '56 viene inserita nell'album La mia razza (il brano eponimo è stato scritto da Giangilberto Monti e Mauro Pagani, con il contributo di Fabrizio De André, che però non compare nei crediti), un lavoro in cui la Martini spazia dalla melodia (Un altro Atlantico, che avrebbe dovuto presentare a Sanremo), ai ritmi etnici (Danza pagana di Mimmo Cavallo, arrangiata da Alessandro Centofanti) e latini con Chica chica bum di Carmen Miranda, precedentemente cantata a Fantastico. Il disco racchiude anche Io e la musica di Amedeo Minghi, Domani più su, firmata da Enrico Ruggeri e Dodi Battaglia dei Pooh, e altri tre brani di Enzo Gragnaniello.
Dello stesso anno la collaborazione con Claudio Baglioni per la canzone Stelle di stelle, contenuta nel doppio album Oltre del cantautore romano (unico duetto nell'intera discografia di Baglioni).
Nel 1991 pubblica Mi basta solo che sia un amore, una raccolta delle sue canzoni d'amore più belle in versione originale, unitamente all'inedito Scrupoli, sigla dell'omonimo programma televisivo. Ma nello stesso anno si dedica soprattutto a un progetto ambizioso: tiene dodici concerti in cui ripropone brani del proprio repertorio e di altri cantautori in versione jazz (Vola, Pensieri e parole di Battisti, Gente distratta di Pino Daniele, unitamente ad altri classici del genere arrangiati da Maurizio Giammarco). La tournée viene documentata nell'album Mia Martini in concerto (da un'idea di Maurizio Giammarco), del quale però la Fonit Cetra stampa solamente ventimila copie.
Il suo amore per la città di Napoli è testimoniato da un'altra esperienza musicale, quella con Roberto Murolo nel celebre duetto Cu' mme (ancora di Enzo Gragnaniello), uscita sul finire del 1991.
Nel 1992 è di nuovo in gara al Festival di Sanremo con un altro dei suoi maggiori successi, Gli uomini non cambiano, su testo di Giancarlo Bigazzi e Beppe Dati, due fra gli autori più prolifici della musica italiana. Data per favorita dalla stampa, in extremis le viene assegnato il secondo posto, mentre a vincere sarà Luca Barbarossa con Portami a ballare. L'album uscito a ridosso della kermesse, Lacrime, destinato a rimanere uno dei suoi album più venduti, conquisterà un nuovo disco d'oro, entrando anche nelle classifiche tedesche. Il disco si avvale, fra l'altro, delle firme di Biagio Antonacci (Il fiume dei profumi), Mimmo Cavallo (Dio c'è, Il mio Oriente), Enzo Gragnaniello (Scenne l'argento), e Maurizio Piccoli con il brano Uomini farfalla, in cui gioca sul tema dell'omosessualità.
Il secondo posto sanremese le consente nuovamente di rappresentare l'Italia all'Eurofestival, che quell'anno si svolge in Svezia. In quest'occasione presenta un brano dal titolo Rapsodia, che viene incluso nell'omonima raccolta Rapsodia - Il meglio di Mia Martini, con i suoi brani più noti in versione rimasterizzata, unitamente a due tracce live registrate durante il tour Per aspera ad Astra, nato in previsione della realizzazione di un home video, che però viene pubblicato solamente postumo dalla Polygram (sua nuova etichetta discografica). All'Eurofestival in un primo momento la cantante è esposta a una grande attenzione mediatica soprattutto per essere "la cognata di Borg", l'ex tennista svedese che la sorella Loredana Bertè aveva sposato. Successivamente dà il meglio di sé suscitando gli elogi del pubblico svedese, apparendo per altro ben lontana dal temperamento della sorella.
È proprio in questo periodo che recupera il rapporto con la sorella dopo circa dieci anni di silenzi. Loredana ha nel frattempo interrotto il legame con Björn Borg, al quale si era unita in matrimonio qualche anno prima, preparandosi a un ritorno da cantautrice, incoraggiata proprio dalla sorella, che accetta così di duettare con lei nel brano Stiamo come stiamo, presentato al Festival di Sanremo 1993. Ma quello che poteva essere l'evento musicale dell'anno in realtà non riesce a convincere le giurie, anche a causa delle continue tensioni tra le due Bertè nei giorni della rassegna canora. A ogni modo, Stiamo come stiamo verrà definita una "canzone assolutamente splendida sul disagio nei nostri tempi" e verrà ripresa da Martini in versione solista nella tournée estiva. Inoltre, sempre nello stesso anno, Mia Martini e la sorella riproporranno il duetto anche nel primo live di Loredana, Bertex - Ingresso libero.
Sempre nel 1993, di nuovo insieme con Enzo Gragnaniello e Roberto Murolo, incide Vieneme: il brano non riesce però a bissare il grande successo di Cu' mme, anche a causa della scarsa promozione, dovuta al rifiuto della cantante, dichiaratasi stanca di dover continuare a esibirsi al fianco di Murolo senza però ricevere alcun compenso per la partecipazione vocale prestata ai suoi lavori.

#### Le discordie con la Polygram e l'albumLa musica che mi gira intorno
Successivamente la Polygram la obbliga a presentarsi alle selezioni per il Festival di Sanremo 1994. La canzone E la vita racconta viene scartata, ma in questo caso è la stessa Mia Martini a non essere convinta del brano. A ogni modo la notizia suscita un certo clamore, tanto che Claudia Mori propone il proprio ritiro dalla kermesse canora in favore della Martini: ma il regolamento non consente una simile sostituzione, che comunque la cantante non avrebbe accettato, pur apprezzando il gesto della collega.
Nel 1994 passa a una nuova casa discografica, la RTI Music, con cui termina di incidere il nuovo album iniziato attraverso la precedente etichetta, con la quale però sorgono nuove divergenze. Il disco, l'ultimo della sua vita, si intitola La musica che mi gira intorno, in cui rilegge con grande forza interpretativa quelle canzoni che molti dei suoi autori preferiti avrebbero scritto in un momento di grande amore, o di grande fragilità, a prescindere dal loro impegno politico-sociale: Fabrizio De André (Hotel Supramonte, Fiume Sand Creek), Francesco De Gregori (Mimì sarà), Zucchero Fornaciari (Diamante), Vasco Rossi (Dillo alla luna), Lucio Dalla (Stella di mare), Eugenio ed Edoardo Bennato (Tutto sbagliato baby), e naturalmente Ivano Fossati con ben tre pezzi (La canzone popolare, I treni a vapore, e La musica che gira intorno, su cui gioca il titolo dell'album). A confezionare il tutto un inedito di uno dei suoi artisti più apprezzati, Viva l'amore di Mimmo Cavallo, che è anche il brano trainante del disco e destinato a diventare il suo ultimo successo in vita.
La musica che mi gira intorno è in realtà solo il primo di una serie di progetti improntati alla rilettura di vari autori e generi musicali, che l'artista non ebbe il tempo di realizzare: dai classici napoletani (un disco che vorrebbe intitolare Napoli Mia) a quelli più moderni di Pino Daniele (autore da lei molto amato, volutamente tralasciato nell'ultimo album per poi dedicargli un capitolo discografico a sé), fino ai tributi a Tom Waits e Billie Holiday.
Nel marzo del 1995, due mesi prima della morte, Mia Martini annuncia al suo fan club Chez Mimì di voler realizzare un album dedicato completamente alla luna, dal titolo Canto alla luna (brano del 1978 scritto per lei da Ivano Fossati e pubblicato nell'album Danza). I brani sarebbero stati: Canto alla luna, Dillo alla luna, Verde luna, Luna rossa, Blue moon, Luna bianca e due inediti, Alla luna, scritta per lei da Franco Fasano e Luna sciamanna, scritta da Mimmo Cavallo.
Per il 1996 era inoltre prevista anche una collaborazione con Mina, che Mia Martini ha definito "la più grande artista che abbiamo in Italia": entrambe erano legate da un rapporto di amicizia e stima, più volte confermato dalla Martini nel corso degli anni. Sarà proprio Mina, a pochi mesi dalla scomparsa della collega, la prima cantante a dedicarle un omaggio discografico nell'album Pappa di latte, dove è inserita una sua personale versione di Almeno tu nell'universo.

#### La morte improvvisa
Quando nei primi mesi del 1995 annunciò la partenza per una nuova tournée con la partecipazione di Mimmo Cavallo e dei suoi musicisti, già da qualche anno la cantante soffriva di un fibroma all'utero per il quale non intendeva sottoporsi al necessario intervento chirurgico, temendo possibili cambiamenti al suo timbro vocale. Per questo motivo assumeva farmaci antidolorifici.
Pochi giorni prima della sua morte, impegnata con i primi concerti del nuovo tour, la cantante venne ricoverata d'urgenza per due volte sia ad Acireale sia a Bari a causa di dolori allo stomaco e al braccio sinistro, che però vennero ignorati anche dal suo entourage.
Il 14 maggio 1995, a seguito di alcuni giorni di irreperibilità, il suo manager richiese l'intervento delle forze dell'ordine: i vigili del fuoco irruppero quindi nell'appartamento di via Liguria 2 a Cardano al Campo, in provincia di Varese, dove Mimì si era trasferita da circa un mese per essere più vicina al padre, con il quale si era riconciliata. Qui il corpo senza vita della cantante venne ritrovato riverso sul letto, in pigiama, con le cuffie del mangianastri portatile nelle orecchie e con il braccio proteso verso un vicino apparecchio telefonico.
L'ultima apparizione televisiva risale all'ultima puntata del programma Papaveri e Papere, andata in onda sabato 8 aprile 1995 su Raiuno, in cui Mimì aveva cantato molte canzoni storiche del Festival di Sanremo assieme a Barbara Cola e Ivana Spagna.
Intervistata per lo speciale televisivo de La Storia siamo noi, andato in onda a dieci anni dalla morte dell'artista, Olivia Bertè dichiarò di essere stata l'ultima a parlare con Mia telefonicamente, qualche giorno prima del suo ritrovamento: la sorella le aveva detto di sentirsi molto affaticata dagli ultimi concerti, avvisandola inoltre di non preoccuparsi se non avesse risposto al telefono, perché impegnata con la preparazione in cuffia del brano da presentare a Viva Napoli.
La Procura di Busto Arsizio aprì un'inchiesta e dispose l'autopsia, il cui referto stabilì che l'artista era morta nella notte tra l'11 e il 12 maggio 1995, all'età di 47 anni, e indicò come causa del decesso un arresto cardiaco da overdose di stupefacenti, segnatamente cocaina.
Le ipotesi di suicidio succedutesi nei giorni seguenti il ritrovamento del cadavere sono state più volte smentite dalle sorelle. Alcuni anni dopo Olivia definì addirittura "stupendo" l'ultimo periodo di vita della cantante, sia dal punto di vista degli impegni professionali sia per quanto riguarda l'ambito familiare.
Ai suoi funerali, svoltisi il 16 maggio nella chiesa di San Giuseppe a Busto Arsizio, presero parte circa quattromila persone e un buon numero di persone dello spettacolo e colleghi. La sua bara era coperta da una bandiera del Napoli, la squadra di calcio per cui faceva il tifo. Dopo le esequie il corpo fu cremato, ottemperando alla volontà del padre, le sue ceneri vennero deposte nel cimitero di Cavaria con Premezzo, accanto ai nonni. L'inchiesta sul decesso venne archiviata in tempi brevi.
Nel maggio 2009 Loredana Bertè, in un'intervista a Musica leggera, torna a parlare della morte della sorella, gettando pesanti ombre sul ruolo del padre nell'intera vicenda. Un anno dopo, in una dura intervista televisiva a Top Secret del 10 giugno 2010, Bertè accusa nuovamente il padre di avere usato violenza contro la prima moglie e le figlie durante l'infanzia, accuse puntualmente confermate dalla sorella Leda, ma soprattutto denunciando di aver visto il corpo di Mimì ricoperto di lividi e che la sua salma sia stata cremata troppo in fretta dopo il decesso.
Accanto a lei è sepolto il padre Giuseppe, deceduto il 6 ottobre 2017 a 96 anni.

## Omaggi a Mia Martini
Dal 1996 il "Premio della critica" del Festival di Sanremo è intitolato alla sua memoria, diventando così Premio della Critica Mia Martini, mentre negli anni successivi sono state pubblicate diverse produzioni postume di raccolte con brani inediti e no, che hanno sempre suscitato l'interesse dei numerosi estimatori e del grande pubblico.
La morte di Mia Martini ha segnato profondamente la vita della sorella Loredana Bertè, che le ha dedicato brani come Luna (presentata al Festival di Sanremo 1997), Zona Venerdì e Mufida. Loredana Bertè ha più volte interpretato in TV o in concerti alcuni successi della sorella come Minuetto, Donna, Cu' mme e Almeno tu nell'universo.
Nel 1998 anche Renato Zero le ha dedicato una canzone dal titolo La grande assente, incluso nell'album Amore dopo amore. Enrico Ruggeri e i Negramaro le hanno dedicato due canzoni inedite, rispettivamente intitolate Fango e stelle (1996) e Scusa Mimì (2010).
Inoltre, le sono stati intitolati:
- Anfiteatro a Castiglione Cosentino;
- Piazzale a Spezzano della Sila; Somma Vesuviana;
- Monumento a Bagnara Calabra;
- Parco a Roma;
- Vie nelle città di Roma, Biella, Calenzano, Bagnara Calabra, Acuto, Bisignano, Capezzano Pianore, Cartoceto, Marina di Caulonia, Drapia, Osimo, Pontenure, Sersale, Soveria Simeri;
- Una strada nella frazione abruzzese di Bazzano dell'Aquila costruito a seguito del sisma del 6 aprile 2009;
- Belvedere a Messina;
- Sala Convegni a Napoli;
- Giardino a Ravenna;
- Passeggiata a Cavaria con Premezzo (VA).

Innumerevoli gli altri artisti che l'hanno più volte ricordata in pubblico, talvolta dedicandole alcune loro interpretazioni di suoi grandi successi: tra gli altri: Tiziano Ferro, Franco Califano, Rossana Casale, Mimmo Cavallo, Adriano Celentano, Aida Cooper, Elisa, Fiordaliso, Rita Forte, Giorgia, Enzo Gragnaniello, Bruno Lauzi, Marco Masini, Mietta, Mina (fu la prima a pochi mesi dalla scomparsa), Mariella Nava, Donatella Rettore, Ornella Vanoni, Antonello Venditti, Iva Zanicchi, Farida.
Nel 2006 Gilda Giuliani realizza Canto Mimì, un recital di circa due ore, che ripercorre cronologicamente la carriera musicale di Mia Martini. Si trovano dediche a Mia Martini anche in altri ambiti non strettamente musicali: nel 1995 le viene tributato un ricordo da parte di Giorgio Leone in "Memorie riscoperte. Opere d'arte restaurate dalle chiese della Maddalena e del Carmine", catalogo di una mostra tenutasi a Morano Calabro, in calce alla scheda dei paliotti veneziani del Redentore, da lui attribuiti a Francesco Guardi.
A Capriate San Gervasio (BG) presso il parco a tema Leolandia, è presente una statua parlante di Mia Martini in rappresentanza della regione Calabria sul diorama Minitalia.
Nel 2013 lo scrittore e poeta Aldo Nove pubblica "Mi chiamo..." (Skira), un'autobiografia immaginaria della cantante, riferita alla sua storia reale.
Nel 2015 esce il libro-omaggio Mia Martini. Almeno tu nell'universo (Imprimatur), scritto da Salvatore Coccoluto, con interviste inedite a Leda Bertè, Enzo Gragnaniello, Mimmo Cavallo, Adriano Aragozzini, Gianni Sanjust. Nello stesso periodo Leda Bertè, sorella maggiore della cantante, lancia una raccolta fondi per la realizzazione di un film sulla vita di Mimì.
Nel 2024 Roberto Tardito inserisce due brani della cantante nel suo album I, Signora (Señora) e Valsinha.

### Tributi televisivi e cinematografici
Il 18 maggio 1995, la trasmissione Temporeale, condotta da Michele Santoro e in onda su Rai 3, dedica un'intera puntata alla cantante appena scomparsa: al programma partecipa, oltre a Loredana Bertè sconvolta dal dolore e accompagnata dall'amico Renato Zero, anche Carmen Consoli, giovane cantautrice all'epoca del tutto sconosciuta.
Il 20 luglio 1995, Rai 2 trasmette Mille voci per una voce: alla commemorazione, organizzata dal Comune di Lamezia Terme e da Ruggero Pegna presso il palatenda della città e condotta da Andrea Giordana e Myriam Fecchi, davanti a circa cinquantamila persone partecipano numerosi artisti, tra cui Pierangelo Bertoli, Bruno Lauzi, Peppino Di Capri, Mariella Nava, Rosa Martirano, Mimmo Cavallo e altri ancora.
Nel 1996, Paolo Limiti conduce su Rai 3 Ciao Mimì, dove vengono riproposti filmati di repertorio, unitamente alle testimonianze in studio di Dori Ghezzi, Enzo Gragnaniello, Alba Calia, Luciano Tallarini, e in collegamento Loredana Bertè e Marisa Laurito. Dal 1996 a oggi, Rete 4 ha mandato in onda, in varie fasce orarie, una serie di speciali televisivi a cura di Paolo Piccioli: Chiamatemi Mimì, Notte Mimì, Mimì sarà, Le canzoni di Mia Martini eccetera, con tutti i passaggi televisivi presenti negli archivi Mediaset, o intercettati nelle TV estere.
Nel 2000, la trasmissione di Giovanni Anversa, Racconti di vita, dedica una puntata alla figura di Mia Martini, con le testimonianze della sorella Olivia Bertè, dell'amica e corista Aida Cooper, degli autori Bruno Lauzi e Dario Baldan Bembo, e con Pippo Baudo e Menico Caroli, biografo della cantante.
Nel 2005 sono i tributi televisivi mandati in onda per il decennale dalla morte: uno Speciale TG1, a cura di Vincenzo Mollica con filmati di repertorio e interviste con Loredana Bertè e Renato Zero; quindi, una puntata speciale de La storia siamo noi di Giovanni Minoli intitolata Mia Martini - Storia di una voce, poi riproposta in anni successivi anche su Rai Storia. Rai 2 manda in onda uno speciale TG2 Dossier, su Mia Martini, Gabriella Ferri e Dalida (Voci spezzate), e ben due puntate della trasmissione Successi di Stefania La Fauci, con le testimonianze, tra gli altri, di Mietta, del discografico Lucio Salvini e di Menico Caroli.
Durante la terza serata del Festival di Sanremo 2010, dedicata alla storia e ai sessant'anni del Festival, Fiorella Mannoia ed Elisa cantano insieme Almeno tu nell'universo, in ricordo di Mia Martini.
Il 22 dicembre 2012 va in onda in prima serata su Rai 1 Per sempre Mia, quarta e ultima puntata del ciclo I grandi della musica.
Il 31 luglio 2015, a vent'anni dalla morte, la trasmissione Per sempre Mia viene riproposta nuovamente in prima serata. Tra gli ospiti partecipanti: Loredana Bertè, Mietta, Marco Masini, Enzo Gragnaniello, Gigi D'Alessio e Anna Tatangelo.
Il 18 dicembre 2018 viene annunciato, con la pubblicazione del trailer, il film Io sono Mia, incentrato sulla sua vita, dove l'attrice Serena Rossi interpreta la cantante. Il film biografico viene distribuito nelle sale cinematografiche dal 14 al 16 gennaio 2019, mentre per la televisione, è trasmesso su Rai 1 il 12 febbraio 2019, ottenendo un clamoroso riscontro di pubblico, con 7 727 000 spettatori e il 30,98% di share. Il giorno seguente, 13 febbraio 2019, esce nei negozi il DVD del film.
Il 4 febbraio 2020, durante la prima serata della settantesima edizione del Festival di Sanremo, il cantautore Tiziano Ferro, invitato come ospite, si esibisce con "Almeno tu nell’universo".
Il 27 febbraio 2020 va in onda in prima serata su Rai 3 il docufilm Fammi sentire bella, che ripercorre la biografia della cantante, in omaggio all'omonimo brano inedito del 1992, mandato in ascolto in alcune sue parti, e diffuso su autorizzazione della Sugar Music.
Il 10 marzo 2023 Loretta Goggi invita Mietta alla prima puntata del suo nuovo varietà in prima serata su Rai 1, Benedetta primavera, per raccontare la stima tra lei e Mia Martini e per un duetto virtuale tra le due nel brano Gli uomini non cambiano.

## Dischi postumi e brani inediti
Nel 1996, un anno dopo la sua morte, la RTI Music, sua ultima casa discografica, pubblica la raccolta intitolata proprio 1996, che è la compilation dell'artista che ha riscosso maggior successo di classifica (64º album più venduto dell'anno). Sempre del 1996 è un'altra antologia distribuita dalla DIG-IT International, intitolata Indimenticabile Mia: si tratta di un'emissione particolarmente interessante poiché proponeva per la prima volta i due inediti: La struggente SOS verso il blu, di Carla Vistarini e Luigi Lopez, e Col tempo imparerò (entrambi registrati nel 1990), oltre a una versione alternativa di Cercando il sole, brano tratto dall'album La mia razza, sempre del 1990.
La raccolta è stata successivamente ritirata dal mercato per volere degli eredi della Martini che rivendicavano i diritti dei due inediti, pubblicati senza la loro autorizzazione. Nel 1997, la BMG Ricordi raccoglie, per la prima volta su cd, tutte le incisioni anni settanta realizzate in spagnolo dall'artista per il mercato latino (Mi canto español). Nel 1998 la Sony Music propone il progetto Fortemente Bertè, che comprende la pubblicazione di due album dal vivo delle due sorelle Loredana Bertè (Decisamente Loredana) e Mia Martini (Semplicemente Mimì): Semplicemente Mimì è un disco dal vivo ricavato dalla registrazione di un concerto che la Martini aveva tenuto nell'isola di Procida nell'estate del 1993.
Nell'album, prodotto da Mario Lavezzi, viene inserito anche l'inedito E la vita racconta, tratto da un provino successivamente riarrangiato dal maestro Renato Serio. Nel 2000 esce, sempre per la Sony Music, la raccolta Mimì sarà, a cinque anni esatti dalla scomparsa della cantante. Il cd contiene numerose rarità e altri brani da tempo fuori catalogo, unitamente all'inedito assoluto In una notte così, brano che Mia Martini aveva provinato per il Festival di Sanremo 1992 (dove a presentarlo fu, poi, Riccardo Fogli).
Del 2003 è la prima antologia interamente composta da brani inediti, tutti risalenti agli anni settanta: Canzoni segrete, pubblicata dalla BMG Ricordi. Spiccano Ruba (1974), scritta da Antonello Venditti, Io andrò (1977) e Dire no (1975), fino ad allora rimaste nel cassetto. Nel 2004 anche la Warner pubblica una raccolta con inediti, intitolata E parlo ancora di te.
Dopo la buona accoglienza dei lavori precedenti, nel 2005, ancora la BMG Ricordi, nel frattempo diventata Sony BMG, pubblica un triplo cofanetto dal titolo La neve, il cielo, l'immenso, che attraverso successi, altri inediti e rarità, ripercorre la carriera di Mia Martini dal 1970 al 1990. Nel 2006, sempre per la Sony BMG, esce una seconda antologia (doppia), I colori del mio universo: venti brani equamente suddivisi in inediti, alcuni dei quali al tempo censurati, come Grande più di lei, Meglio si meglio se, Io domani io; provini, versioni alternative di canzoni già edite ed esecuzioni dal vivo. Ancora una volta, la maggior parte del materiale utilizzato risale agli anni settanta.
Nel 2007 esce per la Sony BMG anche Liberamente Mia, confezione di un CD + DVD, che ripercorrono l'intera carriera di Mia Martini, in collaborazione con Rai Trade. Liberamente Mia raggiunge la seconda posizione nella classifica settimanale dei DVD più venduti. A pochi giorni di distanza esce nei negozi anche Live 2007 - Il concerto, disco curato da Maurizio Piccoli, autore e amico della cantante, che ha voluto ricostruire, attraverso registrazioni tratte da concerti degli anni novanta, la scaletta ideale di un concerto di Mia Martini, prendendo anche spunto da alcuni appunti personali dell'artista. Passato inosservato al momento della pubblicazione, il disco ha avuto un buon successo di vendite grazie alla successiva distribuzione nelle edicole, in allegato al settimanale TV Sorrisi e Canzoni.
Del 2010 è l'uscita di un nuovo disco dal vivo intitolato Altro che cielo, edito dalla Crisler. Nello stesso anno esce anche la raccolta Domani, pubblicata per volere dell'amica Alba Calia su etichetta Rai Trade, che racchiude per la prima volta su disco alcune registrazioni dal vivo tratte dalle Teche Rai.
Attualmente esistono diversi inediti tra i quali ricordiamo in primis Canto universale del 1978, particolarmente caro a Mimì, fu composto dall'amico Dario Baldan Bembo già autore di altri splendidi successi come Minuetto, Donna Sola, Piccolo uomo, Che vuoi che sia, ecc. e per il testo dalla stessa Mia Martini. Da ricordare poi Adesso vai (1973), Vivo (Al diavolo anche te) (1977), Quando ne avrò abbastanza (1977) e Lui è la vita mia (1977), brano censurato appartenente, assieme a Vivo e Quando ne avrò abbastanza, alla sessione dell'album Per amarti. In alcuni casi manca l'autorizzazione alla pubblicazione, degli eredi o degli stessi autori dei brani, e di alcuni provini non si riesce a risalire ai crediti, anch'essi necessari per la pubblicazione.
Nel frattempo le case discografiche continuano a stampare compilation, fra cui Il meglio di Mia Martini. 26 grandi successi (Edel), che raccoglie tutti i suoi più grandi successi in due cd: nel 2013 l'album riceve il disco d'oro per le vendite.
Nel 2012 la sua discografia è riassunta in un'opera intitolata Tutto il mio universo, composta da nove volumi che ripropongono il suo percorso musicale: ciascun disco è distribuito settimanalmente nelle edicole, in allegato con TV Sorrisi e Canzoni e Donna Moderna. L'intera opera è interamente ripubblicata due anni dopo, sempre allegata alle medesime riviste.
Il 7 ottobre 2014 viene pubblicato un'altra raccolta intitolata Straniera, contenente quasi tutte le incisioni estere della cantante dal 1971 al 1983.
Nel 2020 Christian Calabrese ritrova tra le lacche di suo padre Giorgio due provini di Mia Martini risalenti ai primi anni di attività con il nome Mimì Bertè, Per sempre resterò con te e Soli ad amarci.

## Fondazione
Il 20 settembre del 2012, su invito di Loredana Bertè, nasce la Fondazione Mia Martini Onlus, che, senza alcuna finalità di lucro, ha come scopo quello di promuovere e supportare prevalentemente con ogni mezzo la promozione e la valorizzazione dell'opera, della vita, dell'immagine artistica di Mia Martini, al secolo Domenica Adriana Rita Bertè e degli altri componenti della famiglia Bertè nel mondo, attraverso manifestazioni, mass media, mostre, concorsi, gare canore e quant'altro ritenuto necessario e in particolare di curare la ricerca, la promozione e lo sviluppo, la produzione, l'organizzazione e la distribuzione di iniziative relative alla cultura, all'arte, allo spettacolo, al cinema, all'editoria, alle edizioni librarie e discografiche, televisive, radiofoniche e fotografiche, allo sport e al turismo in genere, di ogni tempo e di ogni luogo, in tutti i più vari aspetti, utilizzando qualsiasi mezzo di comunicazione di massa.

## Fan club
Chez Mimì è il fan club di Mia Martini, nato nel 1989 a Messina. Anche dopo la morte di Mia Martini, Chez Mimì continua la sua opera per diffondere e promuovere l'arte della indimenticata interprete, in particolare ricordiamo che è stato tra i promotori affinché il Premio della Critica del Festival di Sanremo fosse intitolato a "Mia Martini", in memoria dell'artista, e ufficializzato nel 1996. Per il decennale della scomparsa, l'associazione pubblica un libro Mia Martini - La regina senza trono, nel quale sono raccolte le interviste e gli incontri realizzati nell'ultimo periodo della sua carriera, scritto da Pippo Augliera, fondatore e coordinatore dell'iniziativa. Per i 40 anni di carriera come Mia Martini (l'esordio risale al 1971), un altro libro a lei dedicato Mia Martini - La voce dentro, nel quale Pippo Augliera approfondisce alcuni temi peculiari dell'artista e della donna.

## Partecipazioni a programmi televisivi

### 1971 - 1979
| Data trasmissione                   | Titolo                                                         | Canale                                                 | Conduttori | Regia                              | Canzoni presentate |
| ----------------------------------- | -------------------------------------------------------------- | ------------------------------------------------------ | --- | ---------------------------------- | --- |
| 22 giugno e 3 luglio 1971           | Cantagiro - X Edizione                                         | Secondo Programma, Programma Nazionale (serata finale) | Nuccio Costa, Daniele Piombi e Beryl Cunningham                                                                                        | Antonio Moretti                    | Padre davvero..., Amore... amore... un corno! e Ooh pooh pa doo |
| 23 settembre 1971                   | Tutti insieme                                                  | Secondo Programma                                      | Lucio Battisti | Francesco Dama                     | Padre davvero..., E penso a te, Pensieri e parole, Eppur mi son scordato di te e Let the sunshine in |
| 24 dicembre 1971                    | Le stelle di Natale                                            | Programma Nazionale                                    | Aldo Fabrizi, Claudio Baglioni e Valeria Fabrizi                                                                                       | Antonio Moretti                    | Gesù caro fratello |
| 9 gennaio 1972                      | Stasera... Little Tony                                         | Programma Nazionale                                    | Little Tony | Enzo Trapani                       | Gesù caro fratello |
| 30 giugno 1972                      | Adesso musica                                                  | Programma Nazionale                                    | Nino Fuscagni e Vanna Brosio | Fernanda Turvani                   | Piccolo uomo |
| 8 luglio 1972                       | Cantagiro - XI Edizione                                        | Programma Nazionale                                    | Nuccio Costa e Alberto Lupo | Eugenio Giacobino                  | Piccolo uomo |
| 29 luglio 1972                      | Senza rete                                                     | Programma Nazionale                                    | Renato Rascel | Enzo Trapani                       | Padre davvero..., Madre, Piccolo uomo e Il posto mio |
| 31 agosto 1972                      | Tutto è pop                                                    | Secondo Programma                                      | Vittorio Salvetti | Antonio Moretti                    | Piccolo uomo |
| 14 settembre 1972                   | IX Festivalbar - Asiago 1972                                   | Programma Nazionale                                    | Vittorio Salvetti | Peppo Sacchi                       | Piccolo uomo |
| dal 21 al 23 settembre 1972         | VIII Mostra internazionale di musica leggera - Venezia 1972    | Programma Nazionale                                    | Daniele Piombi e Aba Cercato | Antonio Moretti                    | Donna sola |
| 24 dicembre 1972                    | Auguri, auguri                                                 | Programma Nazionale                                    | vari | Enzo Trapani                       | Donna sola |
| 20 luglio 1973                      | Adesso musica                                                  | Programma Nazionale                                    | Nino Fuscagni e Vanna Brosio | Giancarlo Nicotra                  | Minuetto |
| 11 agosto 1973                      | Senza rete                                                     | Programma Nazionale                                    | Aldo Giuffré | Stefano De Stefani                 | Minuetto, Signora, Donna sola, Neve bianca e Buona domenica |
| 6 settembre 1973                    | X Festivalbar - Asiago 1973                                    | Programma Nazionale                                    | Vittorio Salvetti | Eugenio Giacobino                  | Minuetto |
| dal 20 al 22 settembre 1973         | IX Mostra internazionale di musica leggera - Venezia 1973      | Programma Nazionale                                    | Daniele Piombi e Aba Cercato | Antonio Moretti                    | Il guerriero e Bolero |
| 17 ottobre 1973                     | Appuntamento con... Mia Martini                                | Secondo Programma                                      | Mia Martini |                                    | Minuetto, Il guerriero, Bolero, La malattia, Piccolo uomo e Donna sola |
| 1º dicembre 1973                    | Under 20                                                       | Secondo Programma                                      | vari | Enzo Trapani                       | Il guerriero |
| 24 dicembre 1973                    | Improvvisamente... a mezza festa                               | Programma Nazionale                                    | Enzo Cerusico, Mia Martini e Fred Bongusto                                                                                             | Antonio Moretti                    | Dove il cielo va a finire e Il guerriero |
| 29 dicembre 1973                    | Quando il topo ci mette la coda                                | Secondo Programma                                      | Cino Tortorella e Topo Gigio | Giancarlo Nicotra                  | Bolero |
| 21 gennaio 1974                     | Gala del Midem di Cannes                                       | Programma Nazionale                                    | Corrado |                                    | Tu t'en vas quand tu veux (Minuetto in francese) |
| 5 luglio 1974                       | Adesso musica                                                  | Programma Nazionale                                    | Nino Fuscagni e Vanna Brosio | Giancarlo Nicotra                  | Inno ed ...e stelle stan piovendo |
| 12 settembre 1974                   | XI Festivalbar - Asiago 1974                                   | Programma Nazionale                                    | Vittorio Salvetti | Giancarlo Nicotra                  | Inno |
| dal 26 al 28 settembre 1974         | X Mostra internazionale di musica leggera - Venezia 1974       | Programma Nazionale                                    | Daniele Piombi e Aba Cercato | Antonio Moretti                    | Agapimu e Inno |
| 10 ottobre 1974                     | E l'orchestra racconta                                         | Secondo Programma                                      | Maria Rosaria Omaggio e Piero Piccioni                                                                                                 | Enzo Trapani                       | Inno e Breve amore |
| 11 dicembre 1974                    | Alle sette di sera                                             | Secondo Programma                                      | Christian De Sica, Anna Maria Rizzoli e Ingrid Schoeller                                                                               | Francesco Dama                     | Agapimu |
| 6 febbraio 1975                     | Mia - Incontro con Mia Martini                                 | Programma Nazionale                                    | Mia Martini e Lino Capolicchio | Enzo Trapani                       | When I fall in love, Hit the road Jack, Desafinado, Al mondo, Inno, ...e stelle stan piovendo, Agapimu, Il viaggio e infine gli stornelli romani assieme a Gabriella Ferri                                                           |
| 21 febbraio 1975                    | Adesso musica                                                  | Programma Nazionale                                    | Nino Fuscagni e Vanna Brosio | Luigi Turolla                      | Al mondo e Volesse il cielo |
| 4 maggio 1975                       | Musica in libertà                                              | Secondo Programma                                      | Franco Cerri, Stefano Cerri e Renato Sellani                                                                                           | Enzo Trapani                       | Al mondo |
| 5 luglio 1975                       | Senza rete                                                     | Programma Nazionale                                    | Alberto Lupo, Lino Banfi e Jenny Tamburi                                                                                               | Giancarlo Nicotra                  | Signora, Agapimu, Vieni sonne di la muntagnella, Volesse il cielo, Donna con te e Piccolo uomo |
| dal 6 settembre all'11 ottobre 1975 | La compagnia stabile della canzone con variété e comica finale | Programma Nazionale                                    | Mia Martini, Christian De Sica, Renato Rascel, Gianni Nazzaro, Gigliola Cinquetti, Gino Paoli, Riccardo Cocciante e Giuditta Saltarini | Enzo Trapani                       | Volesse il cielo, Donna con te, Questi miei pensieri, Sabato, Le dolci colline del viso, Sassi, Alle porte del sole, Quando finisce un amore e Il primo sogno proibito                                                               |
| 11 settembre 1975                   | XII Festivalbar - Verona 1975                                  | Programma Nazionale                                    | Vittorio Salvetti | Giancarlo Nicotra                  | Donna con te |
| 22 aprile 1976                      | C'è un'orchestra per lei                                       | Rete 1                                                 | Stefano Satta Flores, Riz Ortolani e Katyna Ranieri                                                                                    | Giancarlo Nicotra                  | Mai |
| 4 giugno 1976                       | Adesso musica                                                  | Rete 1                                                 | Nino Fuscagni e Vanna Brosio | Piero Turchetti e Luigi Costantini | Che vuoi che sia... se t'ho aspettato tanto + medley formato da Piccolo uomo, Donna sola e Minuetto |
| 9 settembre 1976                    | XIII Festivalbar - Verona 1976                                 | Rete 1                                                 | Vittorio Salvetti | Fernanda Turvani                   | Che vuoi che sia... se t'ho aspettato tanto |
| 28 settembre 1976                   | Che vuoi che sia... se t'ho aspettato tanto                    | Rete 2                                                 | Mia Martini | Ruggero Miti                       | Io donna, io persona, Noi due, In paradiso, Se mi sfiori, Fiore di melograno, Preghiera e Che vuoi che sia... se t'ho aspettato tanto                                                                                                |
| 2 ottobre 1976                      | XII Mostra internazionale di musica leggera - Venezia 1976     | Rete 1                                                 | Pino Caruso | Antonio Moretti                    | Che vuoi che sia... se t'ho aspettato tanto |
| 9 gennaio 1977                      | L'altra domenica                                               | Rete 2                                                 | Renzo Arbore e Roberto Benigni | Salvatore Baldazzi                 | Piccolo uomo, Donna sola, Minuetto, Che vuoi che sia... se t'ho aspettato tanto e Io donna, io persona |
| 28 febbraio 1977                    | Serata con Charles Aznavour e Mia Martini                      | Rete 1                                                 | Charles Aznavour e Mia Martini | Adriana Borgonovo                  | Libera, Il guerriero, Volesse il cielo, Donna con te, Padre davvero..., Amore... amore... un corno!, Che vuoi che sia... se t'ho aspettato tanto, Piccolo uomo, Inno, Minuetto, Donna sola e Dopo l'amore assieme a Charles Aznavour |
| 22 marzo 1977                       | Montecatini folies                                             | Rete 1                                                 | Pippo Baudo | Antonio Moretti                    | Libera e Te possono da tante cortellate assieme a Loredana Bertè |
| 17 aprile 1977                      | Domenica in                                                    | Rete 1                                                 | Corrado | Lino Procacci                      | Libera |
| 7 maggio 1977                       | Eurovision Song Contest 1977                                   | Rete 1                                                 | Angela Rippon, Silvio Noto (commentatore italiano)                                                                                     |                                    | Libera |
| 25 agosto 1977                      | Pesaro summer show                                             | Rete 1                                                 | Paolo Ferrari |                                    | Libera |
| 20 novembre 1977                    | Domenica in                                                    | Rete 1                                                 | Corrado | Lino Procacci                      | Per amarti |
| 1º dicembre 1977                    | Come mai                                                       | Rete 2                                                 | Mia Martini | Ruggero Miti                       | Per amarti, Un uomo per me, Se finisse qui |
| 22 gennaio 1978                     | Festa d'inverno                                                | Rete 2                                                 | Vittorio Salvetti | Eros Moscatelli                    | Per amarti |
| 1º luglio 1978                      | Un disco per l'estate 1978                                     | TV1                                                    | Pippo Franco e Laura Troschel | Antonio Moretti                    | Vola |
| 27 luglio 1978                      | Musicaestate '78                                               | TV1                                                    | Sammy Barbot | Salvatore Baldazzi                 | Vola |
| 17 settembre 1978                   | XV Festivalbar - Verona 1978                                   | TV1                                                    | Vittorio Salvetti | Fernanda Turvani                   | Vola |
| 24 settembre 1978                   | Azzurro, cicale e ventagli                                     | TV1                                                    | Sergio Leonardi e Stefania Macchia | Luigi Costantini                   | Vola |
| 8 ottobre 1978                      | Domenica in                                                    | TV1                                                    | Corrado | Salvatore Baldazzi                 | Vola |
| 5 novembre 1978                     | Stryx                                                          | TV2                                                    | Tony Renis | Enzo Trapani                       | Bene |
| 4 marzo 1979                        | Discoring                                                      | TV1                                                    | Gianni Boncompagni e Paola Rinaldi | Fernanda Turvani                   | Danza |
| 17 giugno 1979                      | Così per caso                                                  | TV2                                                    | Don Lurio e Cecilia Buonocore | Paolo Poeti                        | Danza |
| 12 agosto 1979                      | Ieri e oggi                                                    | TV2                                                    | Luciano Salce | Lino Procacci                      | Danza |
| 13 settembre 1979                   | XVI Festivalbar - Verona 1979                                  | TV1                                                    | Vittorio Salvetti | Fernanda Turvani                   | Danza |
| 27 ottobre 1979                     | Fantastico                                                     | TV1                                                    | Beppe Grillo, Loretta Goggi e Heather Parisi                                                                                           | Enzo Trapani                       | Nun è peccato e Arrivederci |
| 4 novembre 1979                     | Domenica in                                                    | TV1                                                    | Pippo Baudo ed Edy Angelillo | Lino Procacci                      | Danza |

## Tour di concerti
- 1968 - In tale anno inizia la collaborazione con il pianista Toto Torquati e il chitarrista Alberto Mandolesi con i quali forma il "Domenica e Toto Torquati Trio", trio il cui repertorio è incentrato sul jazz e sul blues.
- 1969 - Fino all'estate di tale anno Mia Martini ha ancora modo di esibirsi nel gruppo "Domenica e Toto Torquati Trio", ma nell'agosto si trova costretta suo malgrado a interrompere tutto per problemi giudiziari dovuti al possesso di un mezzo spinello nella borsetta, problemi che si protrarranno fino alla fine dell'anno.
- 1970 - Nel 1970 torna a esibirsi con Torquati e Mandolesi almeno fino all'incontro con Arrigo Crocetta, poi collabora con i Posteri (divenuti in un secondo momento La Macchina), formati da Giorgio Dolce, Riccardo Caruso, Giovanni Baldini e Daniele Cannone, gruppo con il quale Mia Martini cambia in parte il repertorio, virandolo verso uno stile più rock.
- 1971 - Inizialmente Mia Martini si fa accompagnare ancora dalla primitiva formazione del gruppo La Macchina (ex Posteri) fino all'incisione di Padre davvero...; durante il Cantagiro e il tour di promozione di Padre davvero... e Gesù è mio fratello si fa invece accompagnare dalla seconda formazione del gruppo La Macchina, formata dai Cyan Three (George Sims, Roger Smith, Gordon Faggetter e Alberto Visentin).
- 1972 - Il 1972 si apre in inverno con il tour assieme ai Free Love (Gianni Caia, Steve Stogel, Stefano Sabatini e Mauro Montaldo), tour promozionale dell'album Oltre la collina che si ferma alle prime date perché due dei quattro componenti muoiono in un incidente stradale; nell'estate e poi durante il resto dell'anno, durante la promozione dei 45 giri Piccolo uomo e Donna sola e quindi dell'album Nel mondo, una cosa, Mia Martini si fa invece accompagnare dai Fish & Chips, gruppo formato da Ruggero Stefani, Franco Ventura, Claudio Barbera e Franco Giambanco.
- 1973 - Mia Martini continua a girare l'Italia in tour con i Fish & Chips, questa volta per promuovere prima il 45 giri Minuetto poi il 33 giri Il giorno dopo (in alcune date saranno presenti come guest anche Loredana Bertè e Renato Zero che parteciperanno ai cori e faranno delle coreografie).
- 1974 - Nel corso dell'anno Mia Martini organizza un tour con gli Expo 80 (Vincent Barbera, Franco Marcangeli, Gianni Conte, Wilfrid Coppello, Anna Gotti e Giulia Fasolino); con tale tour promuove il 45 giri Inno e il 33 giri È proprio come vivere e approda anche all'estero, per l'esattezza in Canada e in Francia.
- 1975 - Nei primi mesi del 1975 e in estate Mia Martini prende parte a un tour con cui promuove prima il 33 giri Sensi e controsensi e poi il 45 giri Donna con te, poi nell'autunno promuove il 33 giri Un altro giorno con me; si fa accompagnare da un gruppo formato da Andy Surdi, Gigi Cappellotto, Ernesto Verardi, Oscar Rocchi e Aida Cooper con cui gira tutta l'Italia (le tappe più importanti sono la Bussola di Viareggio e il Teatro Sistina di Roma, dove condivide lo spettacolo con Jorge Ben).
- 1976 - Nell'estate del 1976 Mia Martini assieme a Sandro Centofanti, Dino Kappa, Walter Martino e Nicola Distaso della Libra promuove per un numero limitato di date il 33 giri Che vuoi che sia... se t'ho aspettato tanto (Teatro Olimpico di Roma e varie tappe nel Lazio), poi avvia un lungo tour con Andy Surdi, Gigi Cappellotto, Ernesto Verardi, Oscar Rocchi, Dario Baldan Bembo, Aida Cooper e Rosanna Carrara, comprendente tappe prestigiose come lo Sporting Club di Montecarlo, Oliviero alla Versilia, il Festival delle Rose di Antibes e lo spettacolo Recital registrato per la TV francese; nell'autunno prende parte anche a uno spettacolo a tre assieme ad Adriano Pappalardo e Schola Cantorum dal titolo Trio.
- 1977 - Nei primi mesi Mia Martini finisce il tour cominciato nell'estate e nell'autunno dell'anno precedente, poi procede con un'altra serie di date in estate e autunno per la promozione del 45 giri Libera e del 33 giri Per amarti (si fa accompagnare da Andy Surdi, Gigi Cappellotto, Ernesto Verardi, Oscar Rocchi, Aida Cooper e Silvia Annichiarico); nella primavera del 1977 prende parte a un lungo tour assieme a Charles Aznavour con cui gira vari teatri italiani (tra cui il Teatro Sistina di Roma, il Teatro Lirico di Torino e il Teatro Petruzzelli di Bari), ove entrambi si fanno accompagnare da Terry Cox, Paul Westwood, Coltin Green, Duncan Kinell, Margaret Gundara, Jill Streater, Angel Pocho Gatti, Jean Hawker, Dee French e Val Stokes (insieme duettano in Dopo l'amore e L'amore è come un giorno).
- 1978 - Nel gennaio del 1978 Mia Martini prende parte assieme a Charles Aznavour a diversi concerti che si tengono all'Olympia di Parigi, concerti in cui duetta assieme allo stesso in brani come Dopo l'amore, Je ne connais que toi ed Et maintenant (sono accompagnati dallo stesso gruppo con cui si sono già esibiti in Italia); subito dopo prende parte a un tour primaverile ed estivo, sia nei locali sia nelle piazze, in cui promuove il 33 giri Per amarti e il nuovo 45 giri Vola, tour in cui si fa accompagnare da Andy Surdi, Gigi Cappellotto, Ernesto Verardi, Oscar Rocchi, Aida Cooper e Rossana Casale.
- 1979 - Durante l'anno Mia Martini fa un tour che la porta a esibirsi in vari locali e teatri (si ricordi a tal proposito il Moulin Rouge di Firenze), tour che si concluderà nei primi mesi dell'anno successivo; durante i vari concerti, con i quali promuove il suo ultimo 33 giri Danza, si fa accompagnare da Silvio Puzzolu, Roberto Zanaboni, Walter Testolina, Enzo Melillo, Arturo Vitale, Aida Cooper e Rossana Casale.
- 1980 - Nei primi mesi di tale anno Mia Martini conclude il tour iniziato nell'anno precedente (in uno degli ultimi concerti tenuti in tale periodo canta persino un'inedita versione di Sei bellissima e propone un brano che non canta da tempo, Questi miei pensieri), ma si trova costretta a rinunciare al tour estivo a causa del manifestarsi dei noduli alle corde vocali, problema di salute che necessiterà di ben due interventi, una lunga convalescenza e un periodo di latitanza dall'attività live della durata di due anni.
- 1982 - In estate Mia Martini riprende a fare concerti, attività interrotta da due anni circa a causa delle operazioni alle corde vocali e alla lunga convalescenza; promuove l'album Mimì e il 45 giri E non finisce mica il cielo in una serie di concerti in cui si fa accompagnare da Giorgio Cocilovo, Massimo Luca, Roberto Zanaboni, Guido Guglielminetti, Walter Shebran e Aida Cooper (in una tappa viene invitata come guest Loredana Bertè); nell'autunno di tale anno prende parte a un tour teatrale che si concluderà l'anno successivo, serie di concerti con cui promuove il suo ultimo lavoro, Quante volte... ho contato le stelle (si fa accompagnare da Roberto Zanaboni, Michele Santoro, Massimo Fumanti, Maurizio Dei Lazzaretti, Maurizio Galli e Alberto Bartoli).
- 1983 - Nei primi mesi del 1983 continua il tour teatrale iniziato nel 1982, mentre nell'estate la cantante prende parte a un tour nelle piazze italiane con cui promuove Quante volte... ho contato le stelle e durante il quale si fa accompagnare da Mauro Culotta, Guido Guglielminetti, Elio Rivagli, George Aghedo e Gilberto Martellieri; il 22 e il 23 ottobre tiene al Teatro Ciak Toshiba di Milano il concerto Miei compagni di viaggio (da cui verrà tratto il relativo 33 giri), in cui verrà accompagnata dagli eccellenti musicisti Giulio Capiozzo, Giorgio Cocilovo, Mimì Gates, Mark Harris, Gilberto Martellieri, Claudio Pascoli, Maurizio Preti, Carlo Siliotto e Ares Tavolazzi, e durante i quali saranno presenti come guest Aida Cooper, Loredana Bertè, Cristiano De André, Ivano Fossati e Riccardo Zappa.
- 1985 - Nell'estate Mia Martini promuove il suo ultimo 45 giri Spaccami il cuore e l'album Miei compagni di viaggio (il gruppo è formato da Gilberto Martellieri, Massimo Pitona, Giorgio Cocilovo e Roberto Celio).
- 1986 - Il tour dell'estate 1986 promuove il 45 giri Spaccami il cuore, l'album Miei compagni di viaggio e vari hit degli anni ottanta (si fa accompagnare da Sonny Taylor, Alan King, Dario Faiella, Massimo Kappa e Robi Zonca).
- 1987 - Nell'estate del 1987 Mia Martini continua il periodo di lontananza dai palchi televisivi e si concentra in particolar modo sui concerti in località di provincia, tra cui Busto Arsizio e i vari centri del vesuviano e dei Campi Flegrei (il gruppo è formato da Sergio Piccinini, Giampiero Martirani, Gaetano D'Angelo, Giancarlo Venturoli ed Enzo Torregrossa).
- 1988 - Nell'estate del 1988 Mia Martini continua la promozione dei suoi ultimi lavori con varie serate in piccoli centri italiani, soprattutto nel Centro, come a Borgo Vercelli, e nel Sud, in particolare nel Napoletano (il suo gruppo è formato da Tony Ciliberto, Peppe Cozzolino, Alfredo Venosa, Michele Montefusco e Savio Riccardi).
- 1989 - Il 1989 vede l'avvicendarsi di un tour estivo di promozione dell'album Martini Mia... e poi di un trionfale tour teatrale che, avviato nell'autunno di tale anno, termina nel gennaio del 1990 (il suo gruppo è formato da Danilo Cherni, Agostino Marangolo, Massimo Fumanti, Maurizio Galli, Eric Daniel e, avvicendatisi durante le varie date dei tour, Ernesto Vitolo e Stefano Senesi) (tra le tante città toccate, Milano, Roma, Torino, Bari e Napoli; a Napoli in più concerti saranno guest Enzo Gragnaniello e Mario Maglione).
- 1990 - Il 1990 si apre a gennaio con gli ultimi concerti del tour avviato nell'autunno del 1989; nell'estate Mia Martini organizza un nuovo tour le cui sonorità sono incentrate sul folk; con tale tour promuove il nuovo album La mia razza e si fa accompagnare da Danilo Cherni, Agostino Marangolo, Massimo Fumanti, Maurizio Galli, Eric Daniel, Mauro Berardi e Sergio Quarta.
- 1991 - In tale anno inizia la collaborazione con il pianista jazz Arrigo Cappelletti, destinata a protrarsi fino al 1995, collaborazione che prende avvio con diversi concerti in varie città italiane, tra cui Sorrento e Verona; nell'estate Mia Martini prende parte a un tour jazz con Maurizio Giammarco formato da una decina di date tenute in diverse città importanti (Stadio Olimpico di Torino, Piazza Navona di Roma, Maschio Angioino di Napoli, Rocca Medicea di Siena, Castello di Udine) (con Maurizio Giammarco, Ron Seguin, Ramberto Ciammarughi, Dario La Penna e Manhu Roche; da questi concerti verrà tratto l'album In concerto (da un'idea di Maurizio Giammarco)).
- 1992 - L'anno inizia con diversi concerti promozionali dell'album di Roberto Murolo Ottantavogliadicantare (album dove entrambi duettano in Cu' mme e 'O marenariello), in cui Mia Martini ed Enzo Gragnaniello sono presenti come ospiti (il concerto più prestigioso è quello che si tiene al Teatro Bellini di Napoli); tra aprile e maggio si tiene il tour teatrale retrospettivo Per aspera ad astra che gira in diversi importanti teatri d'Italia (tra gli altri, il Teatro Smeraldo e il Teatro Nazionale di Milano, il Teatro Sistina di Roma e il Teatro Palapartenope di Napoli), in cui la cantante si fa accompagnare da Marco Falagiani, Mark Harris, Massimo Fumanti, Maurizio Galli, Walter Calloni, Nico Gaeta e Giancarlo Parisi, più Enzo Gragnaniello come ospite fisso (al Palapartenope di Napoli duetta anche con Roberto Murolo); in estate si tiene un tour con cui promuove l'album Lacrime e il brano Rapsodia ove si fa accompagnare dallo stesso gruppo di Per aspera ad astra, ma senza la presenza di Gragnaniello (tra le città toccate, si ricordino Parma e Messina).
- 1993 - In primavera è assieme a Enzo Gragnaniello guest di diversi concerti tenuti da Roberto Murolo; il tour estivo, incentrato soprattutto sulla promozione di Stiamo come stiamo, Vieneme e Mondi blu, tocca varie località meridionali (come il Negombo di Lacco Ameno, dove si svolge un concerto con Enzo Gragnaniello e Roberto Murolo, Napoli, Scalea, Brusciano, Procida) (con Danilo Cherni, Maurizio Galli, Giorgio Cocilovo, Gilberto Martellieri, Lele Melotti e Rosario Jermano, più Enzo Gragnaniello come ospite fisso); assieme ad Arrigo Cappelletti al piano si esibisce in prestigiosi locali in Italia e all'estero (USA e Sharm el-Sheikh); a dicembre è presente come guest nel concerto Bertex Ingresso Libero (da cui viene tratto un album live) che Loredana tiene al Teatro Smeraldo (Mia Martini duetta con Loredana Bertè e Aida Cooper nel brano Stiamo come stiamo).
- 1994 - Il tour si svolge in estate in varie località italiane, tra cui Lacco Ameno (Negombo, in omaggio a Domenico Modugno) e Sanremo (Casinò) (con Danilo Cherni, Maurizio Galli, Giorgio Cocilovo, Gilberto Martellieri, Lele Melotti e Rosario Jermano); continuano le serate in vari locali accompagnata al piano da Arrigo Cappelletti (tra le località toccate, Portofino).
- 1995 - Nei primi mesi dell'anno si svolgono nuove serate in coppia con Arrigo Cappelletti (tra le città toccate, Bologna); il tour estivo per la promozione dell'album La musica che mi gira intorno si svolge prima del sopraggiungere della morte tra aprile e maggio a Monreale, Cutro, Ciminna e in provincia di Napoli (con Mimmo Cavallo, Mario Rosini, Egidio Maggio, Marcello Ingrosso, Joseph Culic, Walter Di Stefano e Gino Sannoner).

## Videoclip
- 1977 - Libera (video introduttivo all'Eurovision Song Contest)
- 1977 - Per amarti
- 1977 - Se finisse qui
- 1981 - Ti regalo un sorriso
- 1981 - E ancora canto
- 1989 - Per te Armenia
- 1990 - Danza pagana
- 1991 - Scrupoli
- 1992 - Cu' mme
- 1992 - Rapsodia (video introduttivo all'Eurovision Song Contest)
- 1993 - Stiamo come stiamo
- 1999 - E la vita racconta (a conclusione del programma Notte Mimì)
- 2000 - In una notte così (a conclusione del programma Mimì sarà)
- 2020 - Fammi sentire bella

## Partecipazioni a manifestazioni canore
Azzurro 
- 1989: con Donna
- 1990: con Danza pagana - la sua squadra vince la gara
- 1992: con Cu' mme e O' marenariello - ottengono il Disco d'oro per le vendite dell'album Ottantavogliadicantare

 Cantagiro 
- 1971: con Amore... amore... un corno e Padre davvero
- 1972: con Piccolo uomo
- 1990: con Donna, Danza pagana, Domani più su, Un altro Atlantico, Piccolo uomo, Minuetto, E non finisce mica il cielo, La nevicata del '56, Almeno tu nell'universo e Quante volte
- 1992: con Gli uomini non cambiano, Lacrime e Minuetto - vince tre tappe
- 1993: con Vieneme (con Enzo Gragnaniello e Roberto Murolo)

 Canzoniere dell'estate 
- 1992: con Rapsodia
- 1993: con Vieneme (con Enzo Gragnaniello e Roberto Murolo)

 Caravella dei successi 
- 1975: con Al mondo

 Eurofestival 
- 1977, Londra: con Libera - 13º posto
- 1992, Malmö: con Rapsodia - 4º posto

 Festival di musica d'avanguardia e di nuove tendenze 
- 1971, Viareggio: con Padre davvero - 1º posto
- 1972, Roma: con Karma 2426

 Festival di Bellaria 
- 1964: con Come puoi farlo tu - 1º posto

 Festival di Sanremo 
| Edizione                 | Brano                                             | Autore                                                          | Posizione | Premi                             |
| ------------------------ | ------------------------------------------------- | --------------------------------------------------------------- | --------- | --------------------------------- |
| Festival di Sanremo 1982 | E non finisce mica il cielo                       | Ivano Fossati                                                   | Finalista | Premio della critica              |
| Festival di Sanremo 1989 | Almeno tu nell'universo                           | Bruno Lauzi e Maurizio Fabrizio                                 | 9         | Premio della critica              |
| Festival di Sanremo 1990 | La nevicata del '56                               | Franco Califano, Carla Vistarini, Luigi Lopez e Massimo Cantini | 6         | Premio della critica              |
| Festival di Sanremo 1992 | Gli uomini non cambiano                           | Mia Martini, Giuseppe Dati e Marco Falagiani                    | 2         | Targa d'oro del Comune di Sanremo |
| Festival di Sanremo 1993 | Stiamo come stiamo (in coppia con Loredana Bertè) | Loredana Bertè e Maurizio Piccoli                               | 14        |                                   |

 Festival Italiano 
- 1994: con Viva l'amore

 Festivalbar 
- 1972: con Piccolo uomo - 1º posto
- 1973: con Minuetto - 1º posto
- 1974: con Inno - ospite
- 1975: con Donna con te - 4º posto
- 1976: con Che vuoi che sia... se t'ho aspettato tanto - 7º posto
- 1978: con Vola - fuori gara
- 1979: con Danza - finalista
- 1981: con Ti regalo un sorriso
- 1989: con Donna - ottiene il Disco d'oro per le copie vendute dall'album Martini Mia
- 1990: con Domani più su - 3º posto nella serata in cui presenta Domani più su

 Midem di Cannes 
- 1973-74: con Tu t'en vas quand tu veux
- 1975-76: con Sabato

 Mostra internazionale di musica leggera di Venezia 
- 1972: con Donna sola - vince la Gondola d'oro
- 1973: con Il guerriero e Bolero
- 1974: con Inno e Agapimu
- 1976: con Che vuoi che sia... se t'ho aspettato tanto
- 1981: con E ancora canto

 Musical de Mallorca 
- 1975: con Nevicate - vince il Premio della Critica

 Premio Tenco 
- 1989: con Almeno tu nell'universo e Donna

 Saint-Vincent 
- 1978: con Vola
- 1982: con Bambolina bambolina
- 1985: con Spaccami il cuore

 Vela d'oro di Riva del Garda 
- 1982: con Quante volte
- 1991: con Pensieri e parole

 Vota la voce 
- 1973: - 2º posto (categoria donne)
- 1974: - 3º posto (categoria donne)
- 1975: - 1º posto (categoria donne)
- 1976: - 3º posto (categoria donne)
- 1977: - 4º posto (categoria donne)
- 1978: - 8º posto (categoria donne)
- 1979: - 4º posto (categoria donne), canta Danza
- 1981: - 7º posto (categoria donne)
- 1982: - 4º posto (categoria donne)
- 1989: - 1º posto (categoria donne)
- 1990: - 2º posto (categoria donne)
- 1991: - 14º posto (categoria donne)
- 1992: - 5º posto (categoria donne)

 World Popular Song Festival Yamaha 
- 1977: con Ritratto di donna - Vincitrice del 'Most Outstanding Performance Award' (MOPA)

## Riconoscimenti
- 1964: Primo Posto "Festival di Bellaria" con Il magone
- 1971: Primo Posto "Festival di Musica d'Avanguardia e Nuove Tendenze" di Viareggio con Padre davvero...
- 1972: "Premio della critica discografica" per l'album Nel mondo, una cosa
- 1972: Primo Posto al Festivalbar 1972 con il brano Piccolo uomo
- 1972: Disco d'oro con il brano Piccolo uomo
- 1972: Primo Posto alla Mostra Internazionale di Musica Leggera di Venezia con Donna sola
- 1973: Primo Posto al Festivalbar 1973 con Minuetto
- 1973: Disco d'oro con il brano Minuetto
- 1973: Maschera d'argento per la classe Musica leggera
- 1974: "Premio Deborah per il miglior trucco"
- 1974: Disco d'oro per aver venduto oltre un milione e mezzo di copie solo in un anno
- 1975: "Premio della Critica di Palma de Mallorca" con Nevicate
- 1975: "Premio Deborah per il miglior trucco"
- 1975: "Premio de Il canzoniere dell'estate" come miglior cantante dell'anno
- 1975: Telegatto di Vota la voce come migliore cantante donna dell'anno
- 1977: Vittoria al "World Song Popular Festival Yamaha di Tokyo" con Ritratto di donna
- 1981: "Eolo d'oro" del Comune di Milazzo
- 1982: Premio della Critica del Festival della canzone italiana con E non finisce mica il cielo
- 1982: "Microfono d'argento" per il brano E non finisce mica il cielo
- 1984: "Sigillo d'oro" da parte di Rete 4
- 1989: "Premio venere ericina"
- 1989: Targa Tenco come migliore interprete dell'anno
- 1989: Premio della Critica del Festival della canzone italiana con Almeno tu nell'universo
- 1989: Telegatto come migliore interprete femminile dell'anno
- 1989: Disco d'oro per l'album Martini Mia...
- 1989: "Prima Pagina de Il Mattino del 1891", motivazione: "per il rinnovato successo che ben meritano la sua voce e le sue eccezionali capacità interpretative"
- 1990: Premio della Critica del Festival della canzone italiana con La nevicata del '56
- 1990: "Targa Onda TV", Rete Televisiva locale della Sicilia
- 1991: "La più bella sei tu" con Almeno tu nell'universo
- 1992: Secondo Posto al Festival di Sanremo
- 1992: "Premio Simpatia" conferito dalla Sala Stampa TV, durante una conferenza stampa sulla presentazione del disco Lacrime
- 1992: Tre tappe vinte e 852 punti in classifica al "Cantagiro"
- 1992: "Premio de Il Canzoniere dell'estate" come miglior interprete dell'anno
- 1992: "Premio Civiltà del mare" dal Comune di Bagnara Calabra
- 1992: Disco d'oro per l'album Lacrime
- 1992: Disco d'oro per l'album Ottantavogliadicantare di Roberto Murolo, in cui è inserita Cu' mme
- 2013: Disco d'oro per l'album Il meglio di Mia Martini
- 2021: Primo Posto allo speciale Festival di Sanremo organizzato tra le migliori canzoni della storia con Almeno tu nell'universo

## Filmografia
- Io sono Mia, regia di Riccardo Donna (2019)[71]

## Documentario biografico
- Mia Martini - Fammi sentire bella, regia di Giorgio Verdelli (2020)[72]